# Bakú
Bakú (en azerí: Bakı, [bɑˈkɯ]/باکی, en persa, بادکوبه/Badkube) es la capital y ciudad más poblada de Azerbaiyán, del mar Caspio y del Cáucaso. Está situada en la costa sur de la península de Absheron, que se proyecta en el Caspio. La ciudad se compone de dos partes principales: el centro y la ciudad vieja interior. En enero de 2018, Bakú tenía una población de 2 262 600 habitantes, de los cuales 153 400 eran desplazados internos y 143 400 refugiados de la guerra de Alto Karabaj.
Bakú se divide en once distritos administrativos (raiones) y 48 municipios. Entre estos se encuentran los municipios de las islas de la bahía de Bakú y Neft Daşları construidas sobre pilotes en el mar Caspio, a 60 km de Bakú. El centro urbano de la ciudad, con el Palacio de los Shirvansháhs y la Torre de la Doncella, fue inscrito por la Unesco como Patrimonio de la Humanidad en 2000. De acuerdo con la clasificación de Lonely Planet, Bakú también se encuentra entre los diez mejores destinos de vida nocturna urbana del mundo.
La ciudad fue uno de los mayores centros petroleros de la antigua Unión Soviética y actualmente es el centro científico, cultural e industrial de Azerbaiyán. Muchas instituciones importantes de Azerbaiyán tienen su sede allí, incluyendo SOCAR, una de las cien principales empresas del mundo, entre otras. El Puerto de Comercio Marítimo Internacional de Bakú, protegido por las islas del archipiélago Bakú hacia el este y la península de Absheron al norte, es capaz de transportar dos millones de toneladas de carga general y seca a granel por año. La ciudad acogió el 57.º Festival de Eurovisión en 2012 y fue la sede de los Juegos Europeos 2015, es la sede del Gran Premio de Azerbaiyán de Fórmula 1 desde 2016 y fue la sede del Campeonato Mundial de Ciclismo BMX en 2018 y de la EURO 2020. Del 11 al 22 de noviembre de 2024 fue sede de la COP 29 de la Convención Marco de las Naciones Unidas sobre el Cambio Climático (CMNUCC).

## Toponimia
La etimología popular deriva el nombre del persa بادکوبه (Bâd-kube) "ciudad golpeada por el viento", de bād, "viento" y kube, cuya raíz es kubidan, "golpear"; esta explicación se ha convertido en un apodo de la ciudad "ciudad de los vientos" (en azerí: Küləklər şəhəri).
Entre las hipótesis etimológicas se puede mencionar la que interprera como el persa Baghkuh, «Monte de Dios», de Baga (más tarde Bagh) y Kaufa (hoy en día Kuh) «Dios» y «Montaña», respectivamente, o bien de Bagh y kuy "ciudad".
Según L.G. Lopatinski y Ali Huseynzade, Bakú proviene del turco para «colina». El historiador especialista en el Cáucaso K.P. Patkanov también sostiene la misma teoría, pero piensa que Bakú se origina en la lengua lak.

## Historia

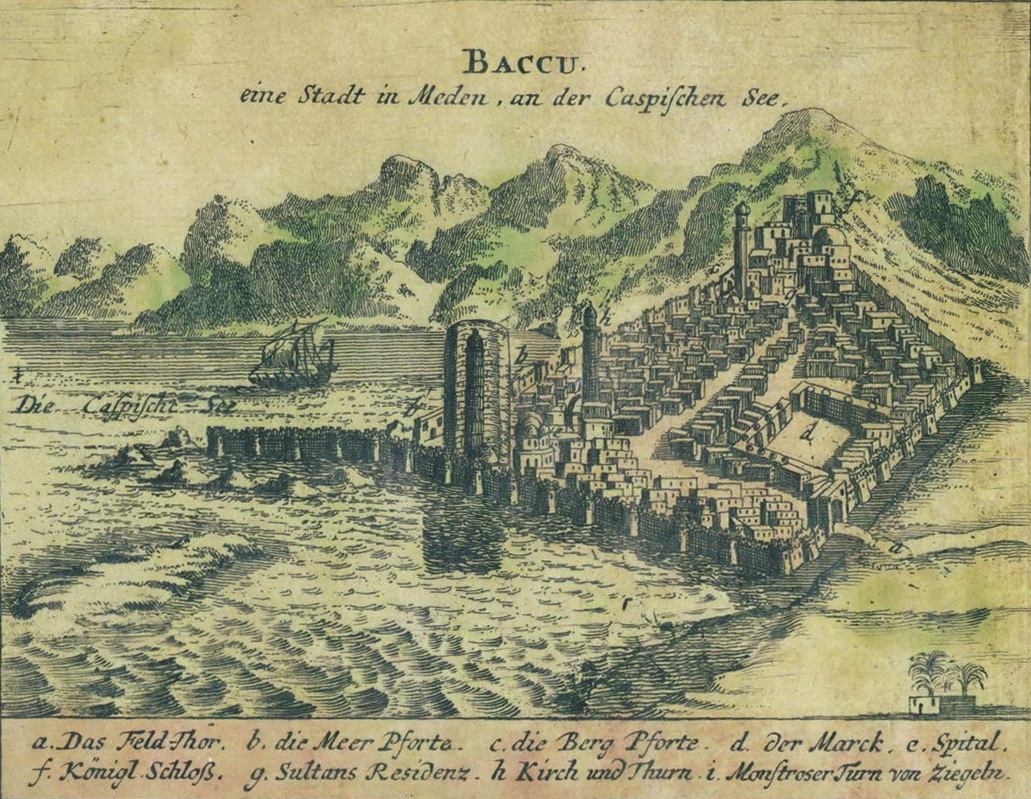
Huecograbado en alemán del atlas de Johann Baptist Homann sobre Bakú en 1734.

Los orígenes de Bakú se remontan siglo VI d. C.; sin embargo, solo se tiene constancia escrita de su existencia desde el 885 d. C. Hay numerosas teorías sobre el origen de su nombre, pero las más aceptadas son las que afirman que Bakú viene del persa bagh kuh («montaña de Dios») o de bad kube («ciudad de los vientos»), ya que durante la mayor parte de su historia, Bakú perteneció a Persia.
La ciudad ganó importancia tras el terremoto que destruyó la capital del khanato de Shirván Şamaxı en el siglo XII, cuando el gobernante shirvanshah, Akhsitan I, hizo de Bakú la nueva capital. En 1501, el sah safávida Ismaíl I sitió la ciudad. En esta época la ciudad fue encerrada dentro de las líneas de fuertes murallas, que fueron bañadas por el mar por un lado y protegidas por un ancho foso en tierra.
En 1540 fue capturada de nuevo por las tropas safávidas. En 1604 la fortaleza de Bakú fue destruida por el sah Abbás I.
El 26 de junio de 1723, tras un largo asedio y fuego de cañón la ciudad se rindió a los rusos. De acuerdo a un decreto de Pedro el Grande los soldados de dos regimientos serían dejados en la guarnición de Bakú bajo el mando del príncipe Baryatyanski, el comandante de la ciudad. En 1795 Bakú fue invadida por Aga Muhammad Khan para defenderse de las ambiciones de la Rusia zarista de subyugar el Cáucaso Sur.
En la primavera de 1796, por orden de Catalina II, las tropas del general Zubov comenzaron una importante campaña en Transcaucasia. Bakú se entregó después de la primera demanda de Zubov, que había enviado 6000 soldados a capturar la ciudad. El 13 de junio de 1796 una flotilla rusa entró en la bahía de Bakú, dejando una guarnición de tropas rusas en la ciudad. El general Pavel Tsitsianov fue nombrado comandante de la ciudad. Sin embargo, el zar Pablo I le ordenó cesar la campaña y retirar las fuerzas rusas. En marzo de 1797 los soldados zaristas dejaron Bakú, pero un nuevo zar, Alejandro I, empezó a mostrar un interés especial en la captura de la ciudad. En 1803, Tsitsianov llegó a un acuerdo con el khan de Bakú, pero el acuerdo fue anulado en breve. El 8 de febrero de 1806 el khan Huseyngulude de Bakú apuñaló y mató a Tsitsianov en las puertas de la ciudad.
En 1813, Rusia firmó el tratado de Gulistan con Persia, que preveía la cesión de Bakú y la mayor parte del Cáucaso desde Irán y su anexión a Rusia.

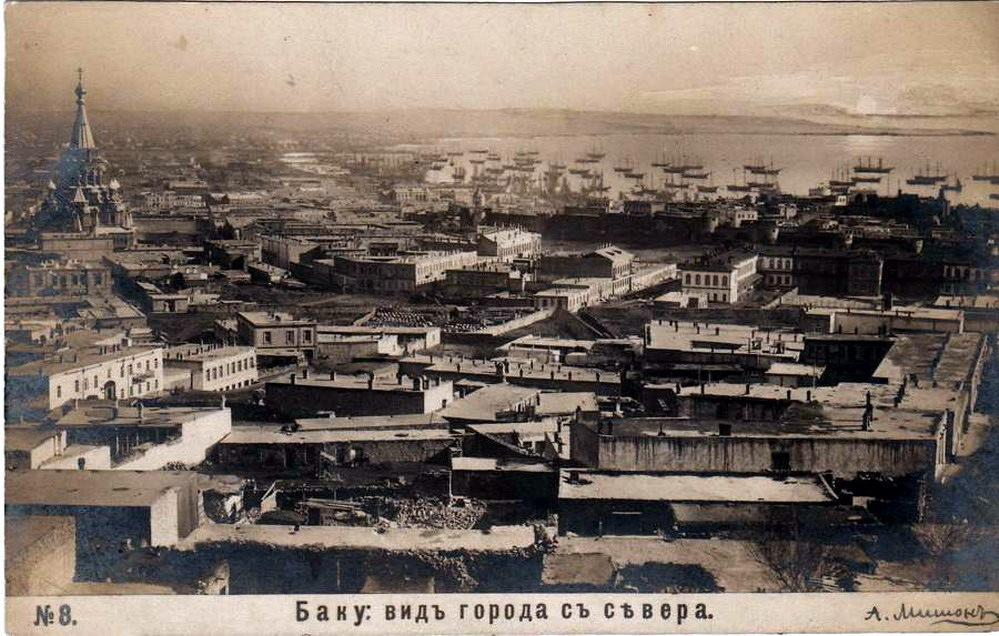
Vista general de Bakú en 1898.

El primer pozo petrolífero fue perforado mecánicamente en el suburbio Bibi-Heybat de Bakú en 1846, a pesar de que una serie de pozos fueron excavados manualmente con anterioridad. La exploración de petróleo a gran escala comenzó en 1872, cuando las autoridades imperiales rusas subastaron las parcelas de tierra ricas en petróleo, alrededor de Bakú a inversores privados. Dentro de un corto período de tiempo inversores suizos, británicos, franceses, belgas, alemanes, suecos y estadounidenses aparecieron en Bakú. Entre ellos se encontraban las empresas de los hermanos Nobel junto con la familia von Börtzell-Szuch y la familia Rothschild. Un cinturón industrial petrolífero, más conocido como la Ciudad Negra, se estableció cerca de Bakú. A principios del siglo XX, casi la mitad de la producción mundial se extraía en Bakú.

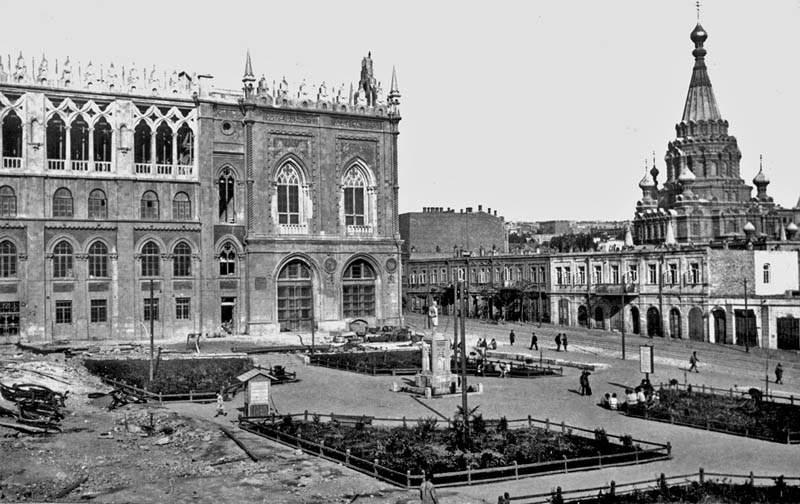
El jardín Sabir de Bakú en 1924.

En 1917, después de la Revolución de Octubre y en medio de la agitación de la Primera Guerra Mundial y la desintegración del Imperio ruso, la ciudad quedó bajo el control de la Comuna de Bakú, que fue conducida por el veterano bolchevique Stepán Shaumián. Tratando de capitalizar los actuales conflictos interétnicos, en la primavera de 1918, los bolcheviques inspiraron y toleraron la guerra civil en y alrededor de Bakú. Durante los infames días de marzo, los bolcheviques y los Dashnak que buscaban establecer el control sobre las calles de Bakú, se enfrentaron a los grupos armados musulmanes. Los musulmanes sufrieron una aplastante derrota por las fuerzas unidas del Bakú soviético y fueron masacrados por los equipos Dashnak. El 28 de mayo de 1918, la facción de Azerbaiyán del Sejm Transcaucasico proclamó la independencia de la República Democrática de Azerbaiyán (ADR) en Ganja. Poco después, las fuerzas de Azerbaiyán, con el apoyo del ejército otomano liderado por Nuri Pasha, iniciaron su avance hacia Bakú, finalmente capturando la ciudad de las manos de la amplia coalición de bolcheviques, eserres, dashnaks, mencheviques y las fuerzas británicas bajo el mando del general Lionel Dunsterville el 15 de septiembre de 1918.
Miles de armenios residentes o refugiados en la ciudad fueron asesinados en venganza por las anteriores jornadas de marzo.

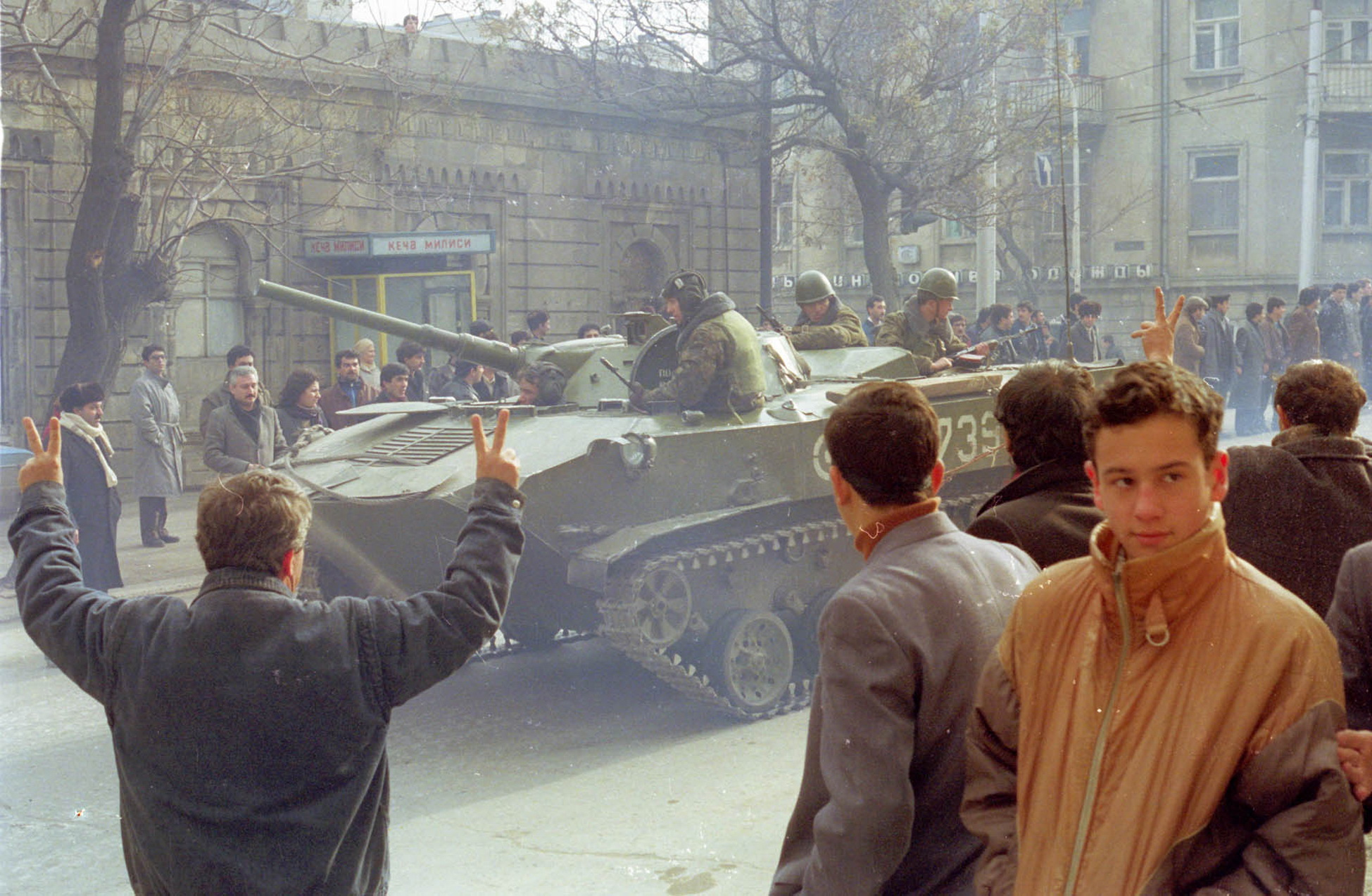
Tropas del Ejército Rojo en Bakú en el Enero negro de 1990.

El 28 de abril de 1920, el 11.º Ejército Rojo invadió la ciudad reinstalando a los bolcheviques y haciendo de Bakú la capital de la República Socialista Soviética de Azerbaiyán.
Durante la continua invasión de la Alemania nazi al sudoeste de la Unión Soviética, la captura de los campos petrolíferos de Bakú, habría sido uno de los objetivos fundamentales de la operación Edelweiss, llevada a cabo entre mayo y noviembre de 1942. No obstante la máxima aproximación del ejército alemán a Bakú fue de unos 530 kilómetros al noroeste en noviembre de 1942, muy lejos de capturar la ciudad antes de ser rechazados durante la operación soviética pequeño Saturno a mediados de diciembre de 1942.
En 1991, con la disolución de la Unión Soviética, Bakú se convirtió en la capital de la nueva República independiente de Azerbaiyán.
Con las iniciativas para salvar la ciudad en el siglo XXI, Bakú se embarcó en un proceso de reestructuración a una escala no vista antes en su historia. Miles de edificios de la época soviética fueron demolidos para dar paso a un cinturón verde en sus costas, parques y jardines fueron construidos en los terrenos ganados llenando las playas de la bahía de Bakú. Se han realizado mejoras en la limpieza general así como en el mantenimiento y la recolección de la basura, adecuando estos servicios a las normas europeas occidentales.
La ciudad está creciendo y desarrollándose de forma dinámica y a toda velocidad sobre un eje este-oeste a lo largo de las orillas del mar Caspio.

## Geografía y clima

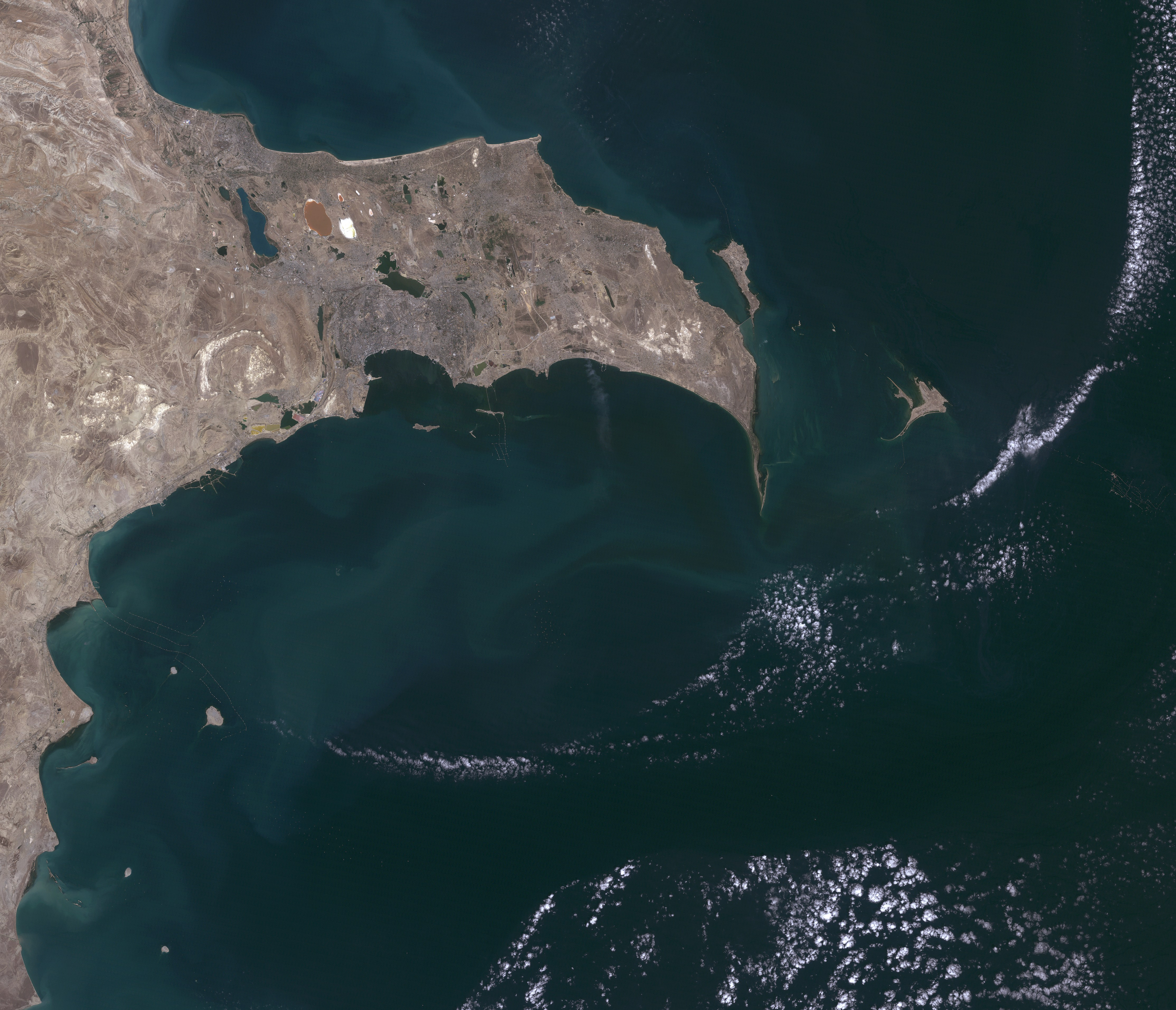
Imagen satelital de Bakú del Landsat 5, el 6 de septiembre de 2010.

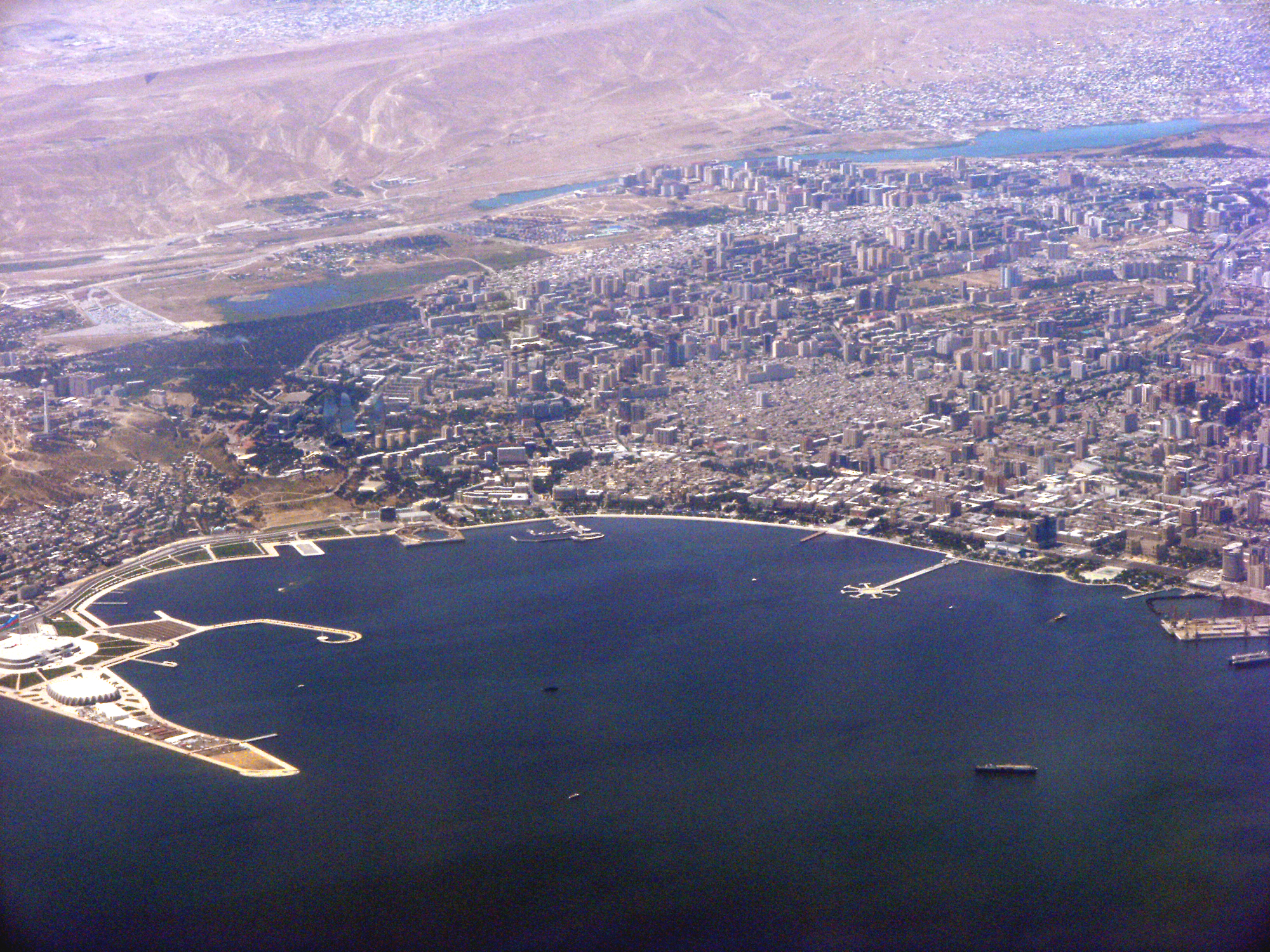
Vista aérea de Bakú.

Vista panorámica de la ciudad.

Bakú se encuentra en la costa occidental del mar Caspio. En los alrededores de la ciudad hay una serie de volcanes de lodo (Keyraki, Bogkh-bogkha, Lokbatan y otros) y lagos de sal como el Boyukshor o el Khodasan.
La ciudad tiene un clima semiárido templado (Clasificación climática de Köppen: BSk), con veranos cálidos y secos e inviernos frescos y húmedos, así como fuertes vientos durante todo el año. Sin embargo, a diferencia de muchas otras ciudades con este clima, Bakú no experimenta veranos extremadamente calurosos. Esto es en gran parte debido a su latitud norte, y el hecho de que se encuentra en una península en la costa del mar Caspio. Bakú y la península de Absheron en el que se encuentra, es la parte más árida de Azerbaiyán, donde las precipitaciones son de alrededor de 200 mm al año o menos. La mayor parte de la precipitación anual ocurre en el resto de las estaciones excepto en verano, pero ninguno de estos meses son particularmente húmedos.
Durante la época soviética, Bakú, con sus largas horas de sol y el clima seco, era un popular destino de vacaciones donde los ciudadanos podían disfrutar de playas de calidad o relajarse en los complejos de spa, ahora en ruinas con vistas al mar Caspio. El pasado de la ciudad como un centro industrial soviético la ha dejado, sin embargo, como una de las ciudades más contaminadas del mundo.
Al mismo tiempo, Bakú se observa como una ciudad con constantes rachas de viento durante todo el año, vientos huracanados, el frío viento del norte khazri y el cálido viento del sur gilavar son típicos en todas las estaciones. De hecho, la ciudad es famosa por sus feroces tormentas de nieve y fuertes vientos. La velocidad del khazri, a veces, llega a 144 kilómetros por hora, lo que puede causar daños a los cultivos, árboles y tejados.
La temperatura media diaria en julio y agosto es de 26,4 °C y hay muy poca lluvia durante esa temporada. En verano, el khazri aparece trayendo temperaturas más frescas. El invierno es frío y húmedo, con una temperatura media diaria en enero y febrero de 4,3 °C. En invierno, el khazri es impulsado por masas de aire polar, por lo que las temperaturas en la costa con frecuencia caen por debajo de cero y hace que haya una sensación térmica muy baja. Las tormentas de invierno de nieve son ocasionales y la nieve suele permanecer unos pocos días después de cada nevada. La temperatura promedio anual en Bakú y la de la Tierra difieren en menos de 0,1 °C: es 14,2 °C.
| Parámetros climáticos promedio de Bakú                                                                      | Parámetros climáticos promedio de Bakú | Parámetros climáticos promedio de Bakú | Parámetros climáticos promedio de Bakú | Parámetros climáticos promedio de Bakú | Parámetros climáticos promedio de Bakú | Parámetros climáticos promedio de Bakú | Parámetros climáticos promedio de Bakú | Parámetros climáticos promedio de Bakú | Parámetros climáticos promedio de Bakú | Parámetros climáticos promedio de Bakú | Parámetros climáticos promedio de Bakú | Parámetros climáticos promedio de Bakú | Parámetros climáticos promedio de Bakú |
| Mes | Ene.                                   | Feb.                                   | Mar.                                   | Abr.                                   | May.                                   | Jun.                                   | Jul.                                   | Ago.                                   | Sep.                                   | Oct.                                   | Nov.                                   | Dic.                                   | Anual                                  |
| --- | -------------------------------------- | -------------------------------------- | -------------------------------------- | -------------------------------------- | -------------------------------------- | -------------------------------------- | -------------------------------------- | -------------------------------------- | -------------------------------------- | -------------------------------------- | -------------------------------------- | -------------------------------------- | -------------------------------------- |
| Temp. máx. abs. (°C)                                                                                        | 29.5                                   | 33.4                                   | 36.5                                   | 38.8                                   | 41.2                                   | 43.3                                   | 44.8                                   | 42.2                                   | 41.1                                   | 38.6                                   | 33.2                                   | 30.4                                   | 44.8                                   |
| Temp. máx. media (°C)                                                                                       | 6.6                                    | 6.3                                    | 9.8                                    | 16.4                                   | 22.1                                   | 27.3                                   | 30.6                                   | 29.7                                   | 25.6                                   | 19.6                                   | 13.5                                   | 9.7                                    | 18.1                                   |
| Temp. media (°C)                                                                                            | 4.4                                    | 4.2                                    | 7.0                                    | 12.9                                   | 18.5                                   | 23.5                                   | 26.4                                   | 26.3                                   | 22.5                                   | 16.6                                   | 11.2                                   | 7.3                                    | 15.1                                   |
| Temp. mín. media (°C)                                                                                       | 2.1                                    | 2.0                                    | 4.2                                    | 9.4                                    | 14.9                                   | 19.7                                   | 22.2                                   | 22.9                                   | 19.4                                   | 13.6                                   | 8.8                                    | 4.8                                    | 12                                     |
| Temp. mín. abs. (°C)                                                                                        | -14.5                                  | -9.9                                   | -5.3                                   | -0.5                                   | 3.5                                    | 7.5                                    | 9.8                                    | 13.2                                   | 9.9                                    | 7.3                                    | -2.3                                   | -7.3                                   | -14.5                                  |
| Precipitación total (mm)                                                                                    | 21                                     | 20                                     | 21                                     | 18                                     | 18                                     | 8                                      | 2                                      | 6                                      | 15                                     | 25                                     | 30                                     | 26                                     | 210                                    |
| Días de precipitaciones (≥ 0.1 mm)                                                                          | 6                                      | 6                                      | 5                                      | 4                                      | 3                                      | 2                                      | 1                                      | 2                                      | 2                                      | 6                                      | 6                                      | 6                                      | 49                                     |
| Días de nevadas (≥ 1 cm)                                                                                    | 4                                      | 3                                      | 0                                      | 0                                      | 0                                      | 0                                      | 0                                      | 0                                      | 0                                      | 0                                      | 0                                      | 3                                      | 10                                     |
| Horas de sol                                                                                                | 89.9                                   | 89.0                                   | 124.0                                  | 195.0                                  | 257.3                                  | 294.0                                  | 313.1                                  | 282.1                                  | 222.0                                  | 145.7                                  | 93.0                                   | 102.3                                  | 2207.4                                 |
| Fuente n.º 1: Organización Meteorológica Mundial (UN), Hong Kong Observatory para los datos de horas de sol |                                        |                                        |                                        |                                        |                                        |                                        |                                        |                                        |                                        |                                        |                                        |                                        |                                        |
| Fuente n.º 2: Meoweather (días de nieve)                                                                    |                                        |                                        |                                        |                                        |                                        |                                        |                                        |                                        |                                        |                                        |                                        |                                        |                                        |

### División administrativa
En la actualidad, Bakú se divide en once distritos o raiones y en cinco municipios. El alcalde de la ciudad es Hajibala Abutalybov.
| - Binagadi (Binəqədi rayonu) - Qaradağ (Qaradağ rayonu) - Xətai (Xətai rayonu) - Khazar (Xəzər rayonu) - Narimanov (Nərimanov rayonu) - Nasimi (Nəsimi rayonu) | - Nizami (Nizami rayonu) - Pirallahy (Pirallahı rayonu) - Sabail (Səbail rayonu) - Sabunçu (Sabunçu rayonu) - Suraxanı (Suraxanı rayonu) - Yasamal (Yasamal rayonu) |

## Demografía
| Año  | Azeríes   | %    | Rusos   | %    | Armenios | %    | Judíos | %   | Otros  | %    | Total     |
| ---- | --------- | ---- | ------- | ---- | -------- | ---- | ------ | --- | ------ | ---- | --------- |
| 1886 | 37.530    | 43,3 | 21.390  | 24,7 | 24.490   | 28,3 | 391    | 0,5 | 2.810  | 3,2  | 86.611    |
| 1897 | 40.341    | 36   | 37.399  | 33,4 | 19.099   | 17,1 | 3.369  | 3   | 11.696 | 10,5 | 111.904   |
| 1926 | 118.737   | 26,2 | 167.373 | 36,9 | 76.656   | 16,9 | 19.589 | 4,3 | 70.978 | 15,7 | 453.333   |
| 1939 | 215.482   | 27,4 | 343.064 | 43,6 | 118.650  | 15,1 | 31.050 | 3,9 | 79.377 | 10,1 | 787.623   |
| 1959 | 211.372   | 32,9 | 223.242 | 34,7 | 137.111  | 21,3 | 24,057 | 3,7 | 56.725 | 8,7  | 652.507   |
| 1970 | 586.052   | 46,3 | 351.090 | 27,7 | 207.464  | 16,4 | 29.716 | 2,3 | 88.193 | 6,9  | 1.262.515 |
| 1979 | 530.556   | 52,4 | 229.873 | 22,7 | 167.226  | 16,5 | 22.916 | 2,3 | 62.865 | 6,2  | 1.013.436 |
| 1999 | 1.574.252 | 88   | 119.371 | 6,7  | 378      | 0,02 | 5.164  | 0,3 | 89.689 | 5    | 1.788.854 |
| 2009 | 1.848.107 | 90,3 | 108.525 | 5,3  | 104      | 0    | 6.056  | 0,6 | 83.023 | 4,1  | 2.045.815 |

Hasta 1988 Bakú tenía una importante población rusa, armenia y judía que contribuyó a la diversidad cultural y desarrollar —desde una perspectiva musical, literaria o arquitectónica— la historia de Bakú. Con el inicio de la guerra del Alto Karabaj y el pogromo contra los armenios a partir de enero de 1990, la población armenia de la ciudad fue expulsada. Bajo el comunismo, los soviéticos se hicieron cargo de la mayoría de las propiedades judías en Bakú y Kuba. Desde el colapso de la Unión Soviética, el presidente de Azerbaiyán, Heydar Aliyev ha devuelto varias sinagogas y una escuela judía nacionalizada por los soviéticos a la comunidad judía. Se ha alentado a la restauración de estos edificios y es muy apreciado por los judíos de Azerbaiyán. La renovación comenzó en siete de las once sinagogas originales, incluyendo la sinagoga Gilah, construida en 1896, y la gran sinagoga Kruei.

### Grupos étnicos
Hoy en día la vasta mayoría de la población de Bakú son azerbaiyanos étnicos (más de 90 %). El intenso crecimiento de la población comenzó a mediados del siglo XIX, cuando Bakú era una pequeña ciudad con una población de alrededor de 7000 habitantes. La población aumentó de nuevo de cerca de 13 000 en 1860 a 112 000 en 1897 y 215 000 habitantes en 1913, lo que hizo de Bakú la ciudad más grande de la región del Cáucaso.

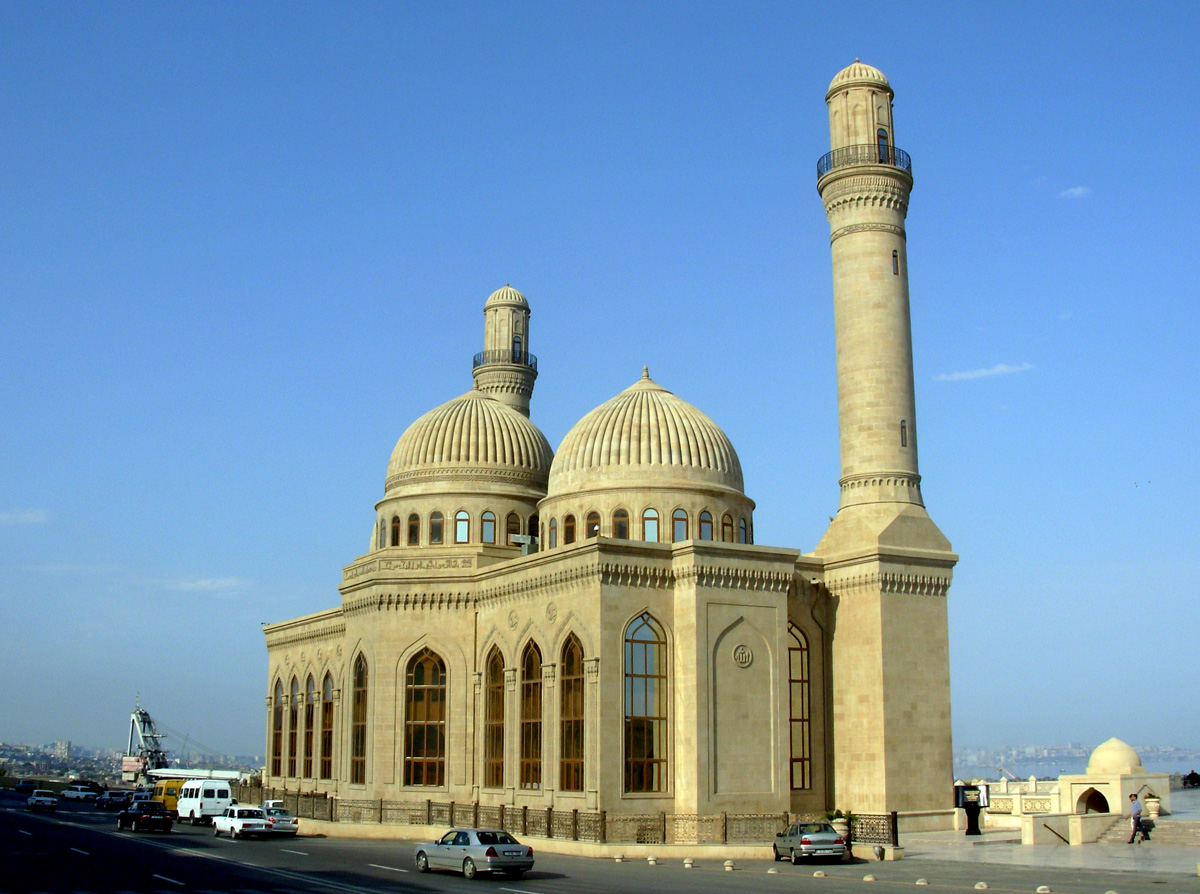
La mezquita Bibi-Heybat, del, fue edificada sobre la tumba de un descendiente del profeta Mahoma.

Bakú ha sido una ciudad cosmopolita en ciertos momentos durante su historia; es decir, los azerbaiyanos étnicos no constituyen la mayoría de la población. En 2003, además, Bakú tenía 153 400 desplazados internos y 93 400 refugiados.

### Religión
El paisaje urbano de Bakú está formado por muchas comunidades. La religión con la mayor comunidad de seguidores es el islam. La mayoría de los musulmanes son musulmanes chiíes, pues la República de Azerbaiyán tiene el segundo porcentaje más alto de población chií del mundo después de Irán. El zoroastrismo tuvo una larga historia en Azerbaiyán, evidente en lugares como el Templo del fuego de Bakú o ceremonias como el noruz, junto con el maniqueísmo. Las mezquitas más notables de la ciudad son la mezquita Juma, la mezquita Bibi-Heybat, la mezquita Muhammad y la mezquita Taza Pir.
Hay algunas otras religiones practicadas entre los diversos grupos étnicos del país. En virtud del artículo 48 de su Constitución, Azerbaiyán es un Estado laico y garantiza la libertad religiosa. Las minorías religiosas son cristianos ortodoxos rusos, católicos, judíos ashkenazi y musulmanes sufíes.

## Urbanismo
El centro de Bakú está formado por la "ciudad vieja" fortificada que se inscribió —con la Torre de la Doncella (Qiz Qalasi) y el Palacio de los Shirvansháhs— en el Patrimonio mundial de la Unesco en diciembre de 2000. Se trata del primer lugar de Azerbaiyán en ser inscrito en dicha lista. Con todo, subsisten dudas sobre la pertinencia de los criterios de restauración adoptados. Aun así, la Unesco extrae de la lista de Patrimonio de la Humanidad en peligro en la que estaba inscrita Bakú desde 2003 en la reunión del Comité en junio de 2009.
El crecimiento desmedido de la ciudad moderna, se ha producido al sur de la ciudad vieja, se ha originado después de que la explotación masiva de petróleo hubiera comenzado a principios del siglo XX. Está caracterizado por una arquitectura que entronca con las Bellas Artes, con una planificación en cuadrícula. La ciudad moderna se extiende fuera de las paredes de la vieja ciudad. Sus calles y sus edificios se alzan hacia la parte alta de las colinas que delimitan la bahía de Bakú.

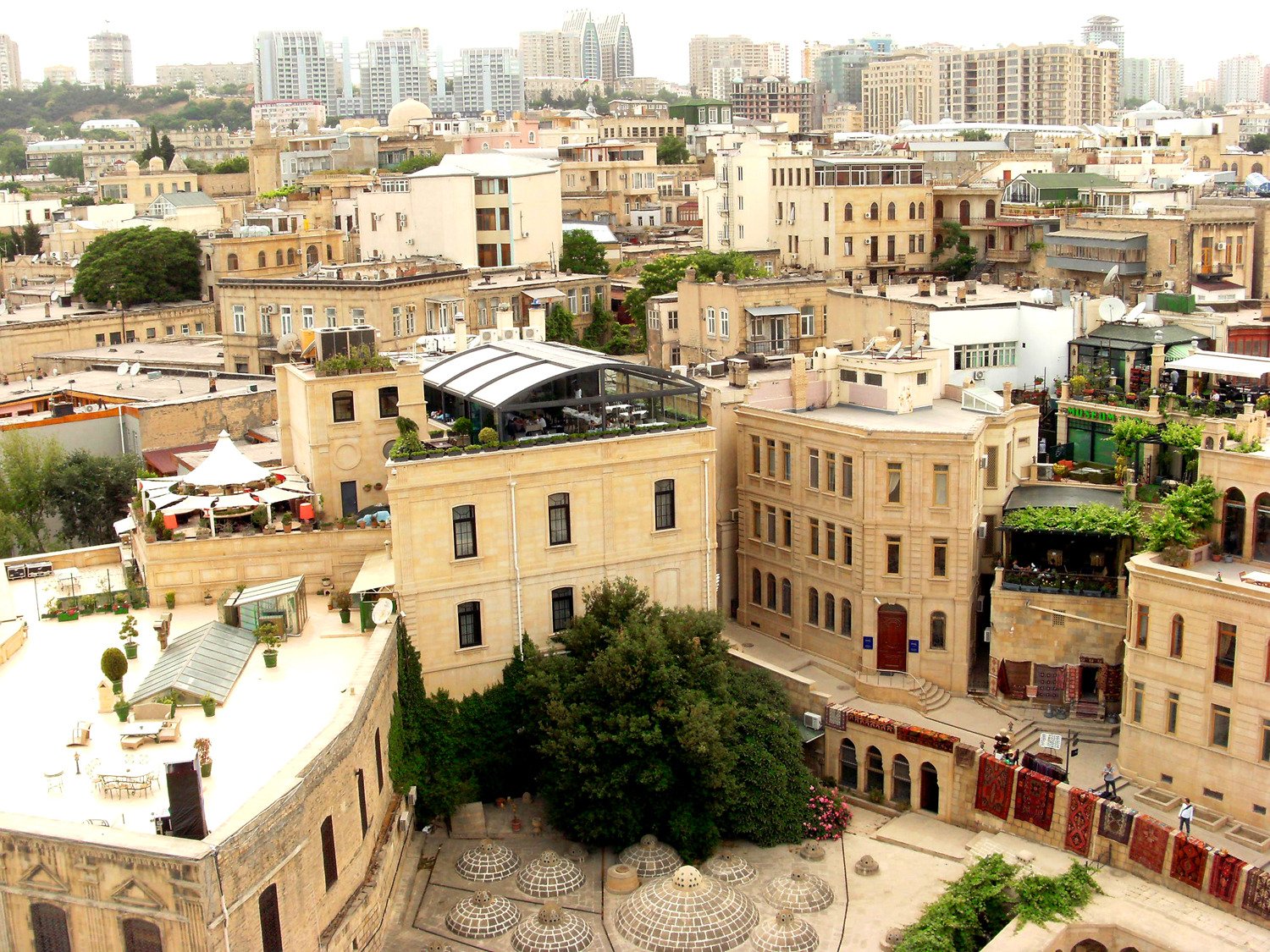
Ciudad Vieja de Bakú.

La aglomeración de Bakú se divide en once distritos (Azizbayov, Binagadi, Garadagh, Narimanov, Nasimi, Nizami, Sabail, Sabunchu, Khatai, Surakhany y Yasamal) y 48 municipios. La Bakú actual son tres ciudades en una: la ciudad vieja (o İçəri Şəhər), el ensanche y la ciudad construida en tiempos de los soviéticos.
El centro de Bakú es la ciudad vieja, una antigua fortaleza. La ciudad amurallada de Bakú fue declarada por la Unesco, el diciembre de 2000, Patrimonio Mundial de la Humanidad. Aún se conservan muchas de las murallas y torres, que fueron fortificadas después de la conquista rusa el 1806. Esta parte es muy pintoresca, con un laberinto de callejas estrechas y empedradas y edificios antiguos. Entre ellos destacan el Palacio de los Sirvansás o Şirvanşahlar Sarayı (siglos XV-XVI), dos serrallos de caravanas (antiguas fondas), la Torre de la Doncella o Gız Galası (del siglo XI, con una bonita vista sobre el puerto), los baños persas y la mezquita del Viernes (donde se encontraba el Museo de la Catifa y las Artes Aplicadas, y ahora nuevamente mezquita... por cierto, las catifas ahora están en el antiguo Museo Lenin). La ciudad vieja también tiene docenas de pequeñas mezquitas, muchas de ellas sin remates muestran detalles particulares que les distinguen del edificio vecino.
El ensanche, al sur de la ciudad vieja, fue construido después del inicio de la explotación masiva del petróleo hace un siglo aproximadamente, y presenta una interesante arquitectura historicista. Aquí es donde se ubican los museos de bellas artes, de historia y de literatura, todos se encuentran albergados en mansiones de millonarios de antes de la Revolución rusa.
La Bakú moderna se encuentra más allá de las murallas, con las calles y los edificios que suben por las colinas que rodean la bahía de Bakú. La Gran Bakú se divide en once distritos y 48 municipios. Destaca en la ciudad la torre de televisión de Bakú por su gran altura, mide 310 metros.

## Economía

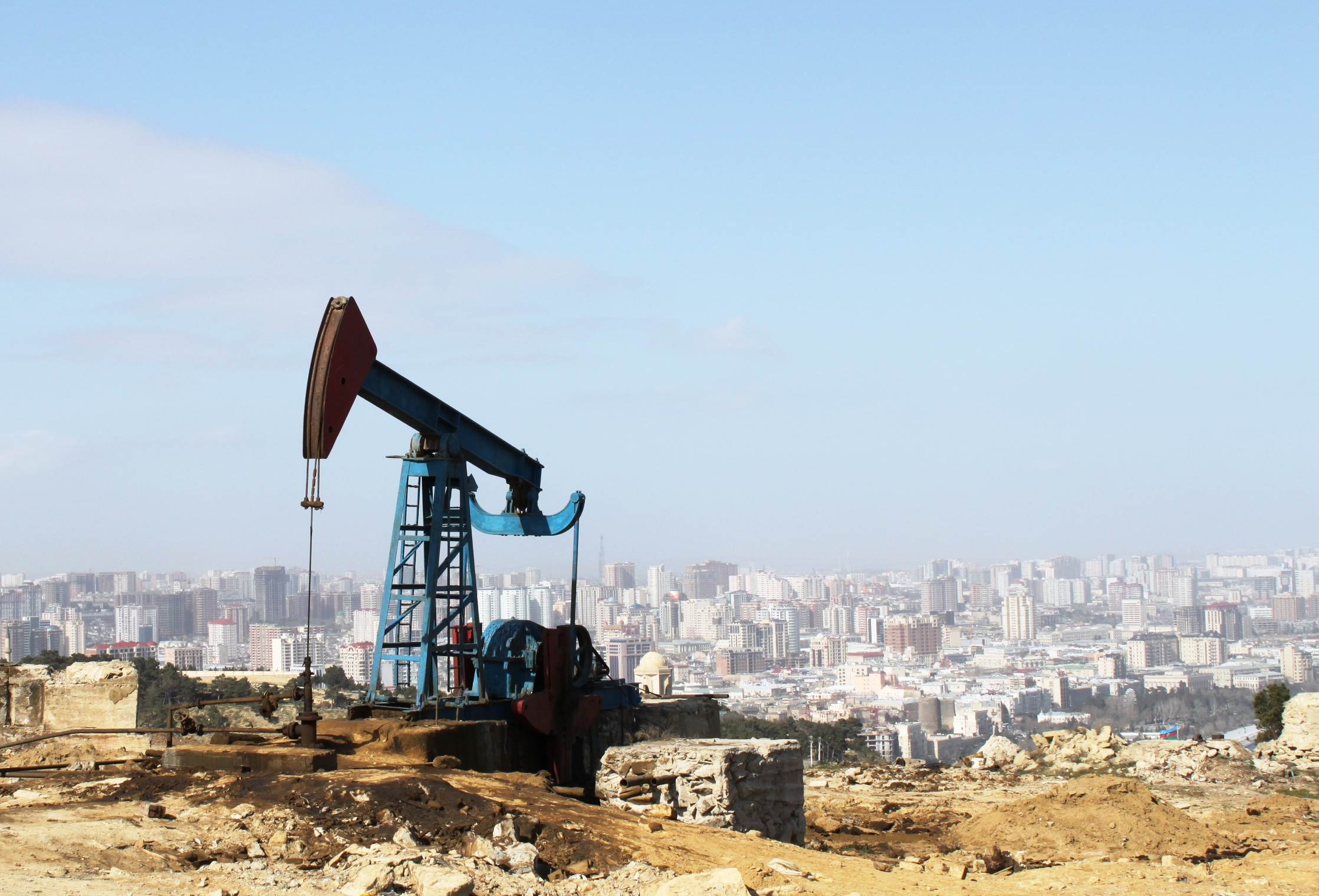
Pozos de petróleo sobre el panorama de Bakú.

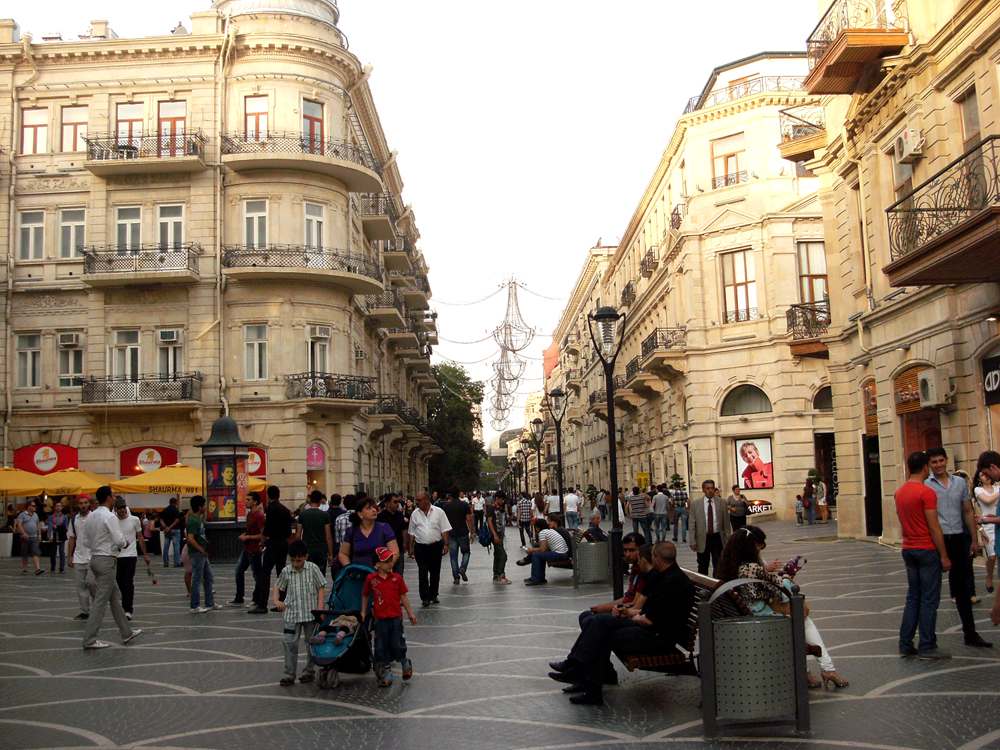
La calle Nizami, centro de comercio en Bakú.

La base de la economía de Bakú es el petróleo, y sus exportaciones de petróleo lo convierten en un gran contribuyente a la balanza de pagos de Azerbaiyán. Se conoce su existencia desde el siglo VIII. En el siglo X, el viajero árabe, Marudee, informó que tanto el petróleo blanco como el negro estaban siendo extraídos de forma natural en Bakú. En el siglo XV, el aceite para las lámparas se obtuvo de pozos excavados a mano de la superficie. La explotación comercial comenzó en 1872, y a principios del siglo XX los campos petrolíferos de Bakú eran los más grandes del mundo. Hacia el final del siglo XX la mayor parte del petróleo en tierra se había agotado, y la perforación se había extendido en la costa del mar.
Desde finales del siglo XIX comenzaron a viajar a Bakú trabajadores cualificados y especialistas. En 1900 la ciudad contaba con más de 3000 pozos de petróleo, de los cuales 2000 estaban produciendo petróleo a niveles industriales. Bakú era uno de los mayores centros de producción de equipos de la industria petrolera antes de la Segunda Guerra Mundial. La batalla de Stalingrado, durante la Segunda Guerra Mundial, se libró para determinar quién controlaría los campos de petróleo de Bakú. Cincuenta años antes de la batalla, Bakú producía la mitad del suministro petrolífero del mundo.
En la actualidad la economía del petróleo de Bakú está experimentando un resurgimiento, con el desarrollo masivo del campo Azeri-Chirag-Guneshli (en las aguas poco profundas de Gunashli opora SOCAR y en las áreas más profundas un consorcio liderado por BP), el desarrollo del campo de gas de Shaj Deniz, la expansión de la Terminal Sangachal y la construcción del oleoducto BTC.
La Bolsa de Valores de Bakú de Azerbaiyán es la mayor bolsa de valores y la más importante de la región del Cáucaso por capitalización bursátil. Un número relativamente grande de empresas transnacionales tienen su sede en Bakú. Una de las instituciones más importantes con sede en la capital azerí es el Banco Internacional de Azerbaiyán, dirigido por Jahangir Hajiyev y emplea más de 1000 personas. Los bancos internacionales con sucursales en Bakú incluyen HSBC, Société Générale y Credit Suisse.

### Turismo y comercio

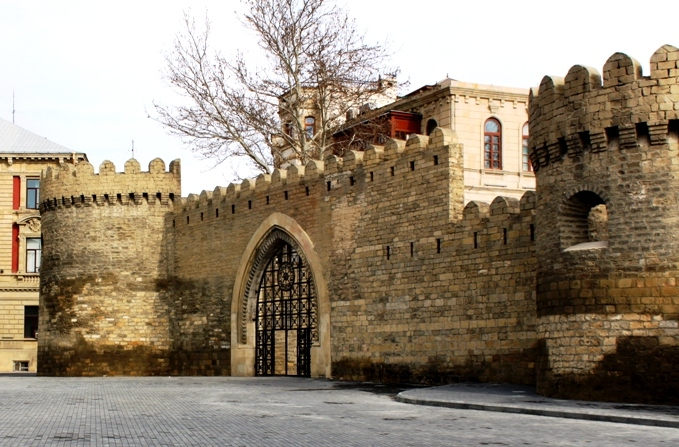
Puerta de Bakú en la ciudad antigua.

Durante la época de la Unión Soviética, Bakú fue un destino vacacional con una infraestructura turística, ahora en ruinas, que incluía instalaciones para veraneo en el litoral del mar Caspio. Actualmente Bakú es uno de los destinos turísticos más importantes de la región del Cáucaso, con hoteles de la ciudad que han obtenido 7 millones de euros en beneficios en 2009. Muchas cadenas hoteleras internacionales tienen presencia en la ciudad.
Bakú tiene muchos lugares turísticos populares y de entretenimiento, tales como el centro de la Plaza de Fuentes, la Playa de las mil y una noches, la Playa Shikhov y Neft Daşları. Entre las vecindades de Bakú se incluyen Yanar Dag, un lugar en el que arde permanentemente gas natural. El 2 de septiembre de 2010, con la inauguración de la Plaza de la bandera nacional, Bakú se convirtió en el hogar del asta de bandera más alta del mundo, según el Libro Guinness de los Récords.
Dos de los centros comerciales urbanos más famosos del centro de Bakú son AF MALL y Park Bulvar. Las áreas comerciales contienen tiendas de cadenas de boutiques de alta gama. La ciudad está en el número 48 de la lista de 2011 de las ciudades más caras del mundo, realizado por Mercer Human Resource Consulting. Su calle Nizami es una de las más caras del mundo.

## Cultura
La ciudad cuenta con muchas comodidades que ofrecen una amplia gama de actividades culturales, desde una rica escena local hasta una representación internacional. Además, cuenta con numerosos museos, como el Museo de Historia Natural Hasan bey Zardabi, Museo de Arte Moderno de Bakú y el Museo Estatal de Historia de Azerbaiyán, que cuentan con un vastas colecciones históricas y obras de arte. Muchos de los eventos culturales de la ciudad se celebraron en Bakú en 2009, cuando la ciudad fue designada Capital de la Cultura Islámica. Bakú también fue elegida para acoger el Festival de baile de Eurovisión 2010.
Entre los prestigiosos centros culturales de Bakú se encuentran el Teatro Filarmónico Estatal de Azerbaiyán y el Teatro de Ópera y Ballet Académico Estatal de Azerbaiyán. La principal sala de proyecciones es Azerbaijan Cinema. La ciudad acoge festivales y eventos culturales como el Festival Internacional de Cine de Bakú, Festival Internacional de Jazz de Bakú, el Festival Novruz, el Gül Bayramı (Fiesta de la Flor) y el Festival Nacional de Teatro. Las exposiciones locales e internacionales se presentan en el Baku Expo Center.

### Arquitectura

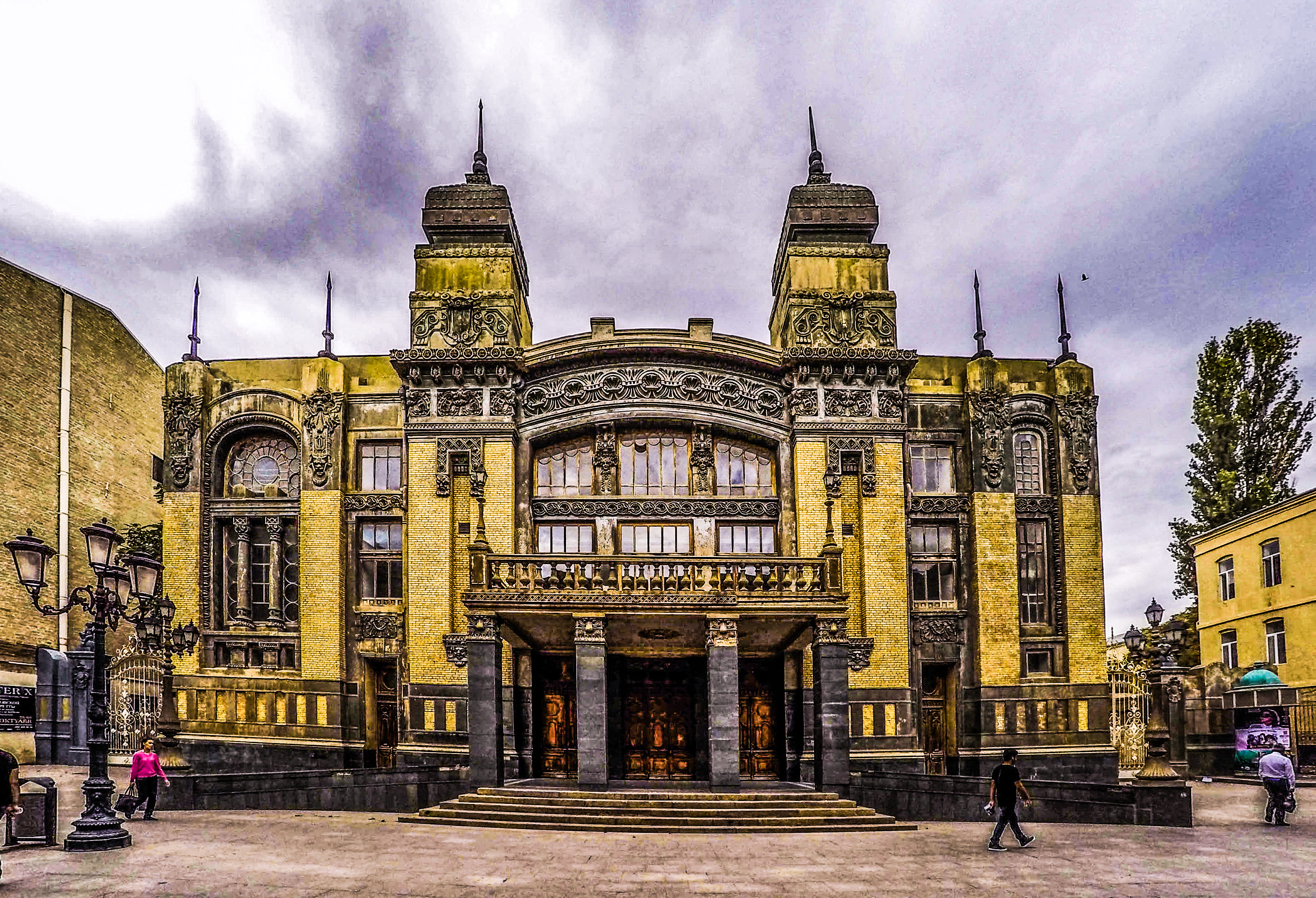
Teatro de Ópera y Ballet Académico Estatal de Azerbaiyán en Bakú.

La arquitectura en Bakú varía totalmente, desde la base de la ciudad vieja a los edificios modernos y el diseño espacioso del puerto de Bakú. Muchos de los edificios más impresionantes de la ciudad fueron construidos durante el siglo XX, cuando los elementos arquitectónicos de los estilos europeos se combinaron en un estilo ecléctico. Bakú, por tanto, tiene un aspecto original y único, que le ha valido para ser conocida como la "París del Este".

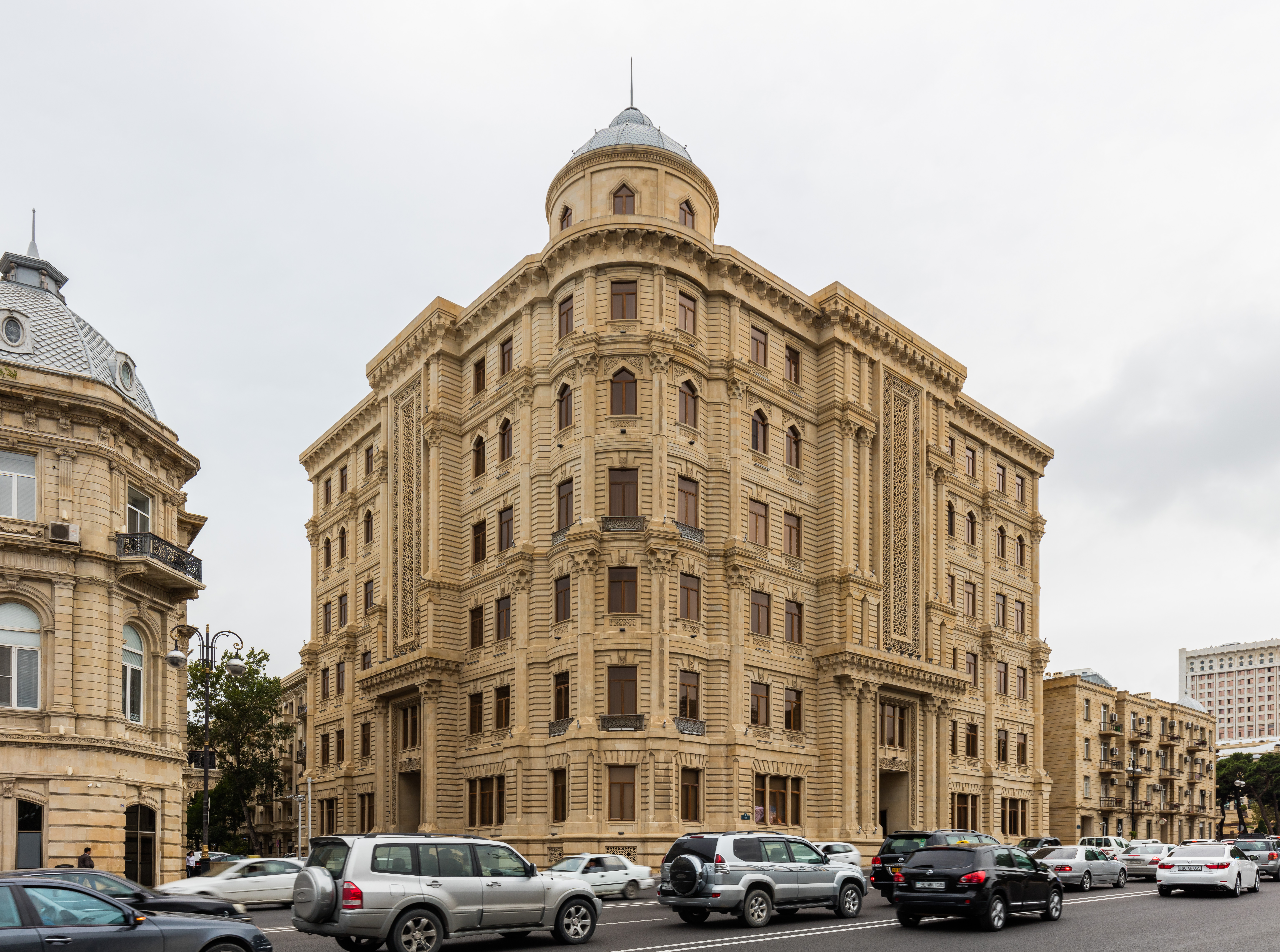
Arquitectura Art nouveau en Bakú.

La arquitectura moderna tardía y postmoderna comenzó a aparecer en la década de 2000. Con el importante desarrollo económico, los edificios antiguos como la Casa Atlant fueron arrasados para dar paso a los nuevos. Desde entonces han aparecido edificios con conchas enteras de cristal alrededor de la ciudad; los ejemplos más destacados son la Torre SOCAR y las Flame Towers. Estos proyectos también atrajeron la atención de los medios internacionales como programas de televisión como Extreme Engineering de Discovery Channel, que mostraba los cambios en la ciudad.
La Ciudad Vieja de Bakú, también conocida como la Ciudad amurallada de Bakú, se refiere al antiguo asentamiento que se desarrolló en la capital azerí. La mayor parte de las murallas y torres, fortalecidas después de la conquista rusa en 1806, sobrevivió. Esta zona es pintoresca, con su laberinto de callejuelas estrechas y edificios antiguos: las calles empedradas pasan por el Palacio de los Shirvansháhs, cuenta con dos caravasares, baños y la Mezquita Juma —que solía albergar el Museo Nacional de Arte y Alfombras de Azerbaiyán, pero que ahora es una mezquita de nuevo—. El casco antiguo también tiene docenas de pequeñas mezquitas, a menudo sin ningún signo particular para distinguirlas como tales.
En 2003, la UNESCO puso el centro urbano en la Lista del Patrimonio de la Humanidad en peligro, citando los daños causados por un terremoto de noviembre de 2000, la mala conservación, así como "dudosos" esfuerzos de restauración.

### Galería

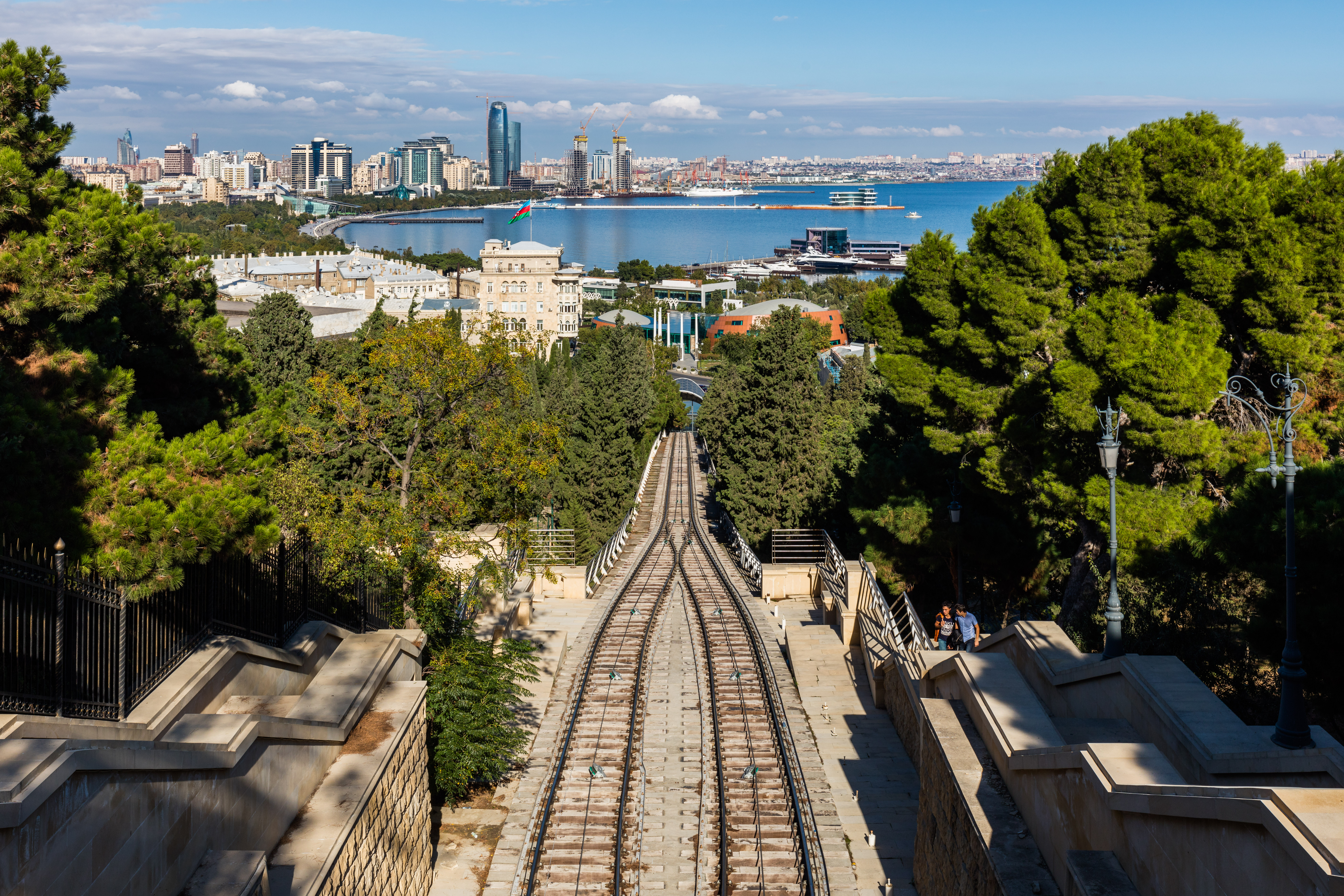
Vista de Bakú
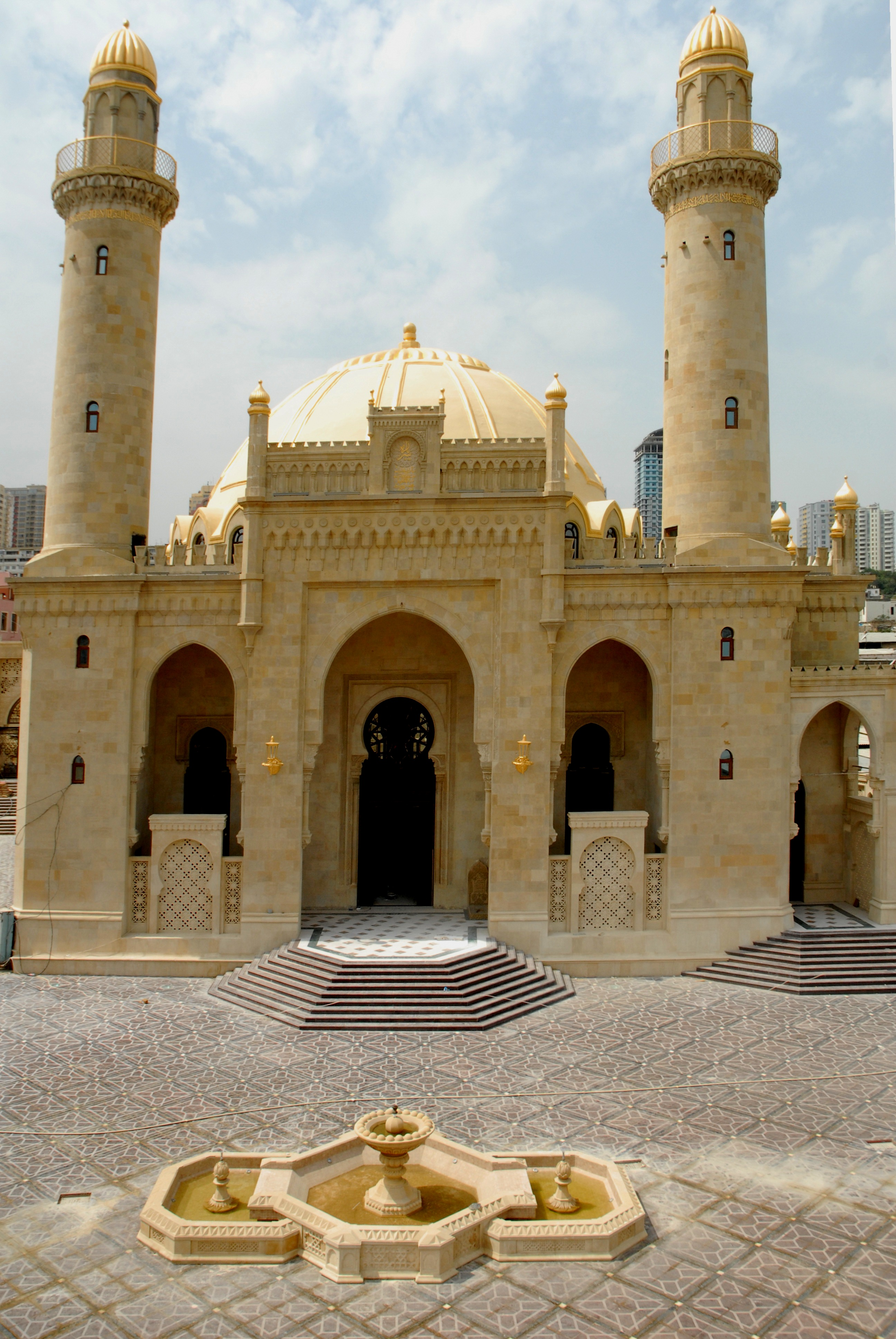
Mezquita Tazapir
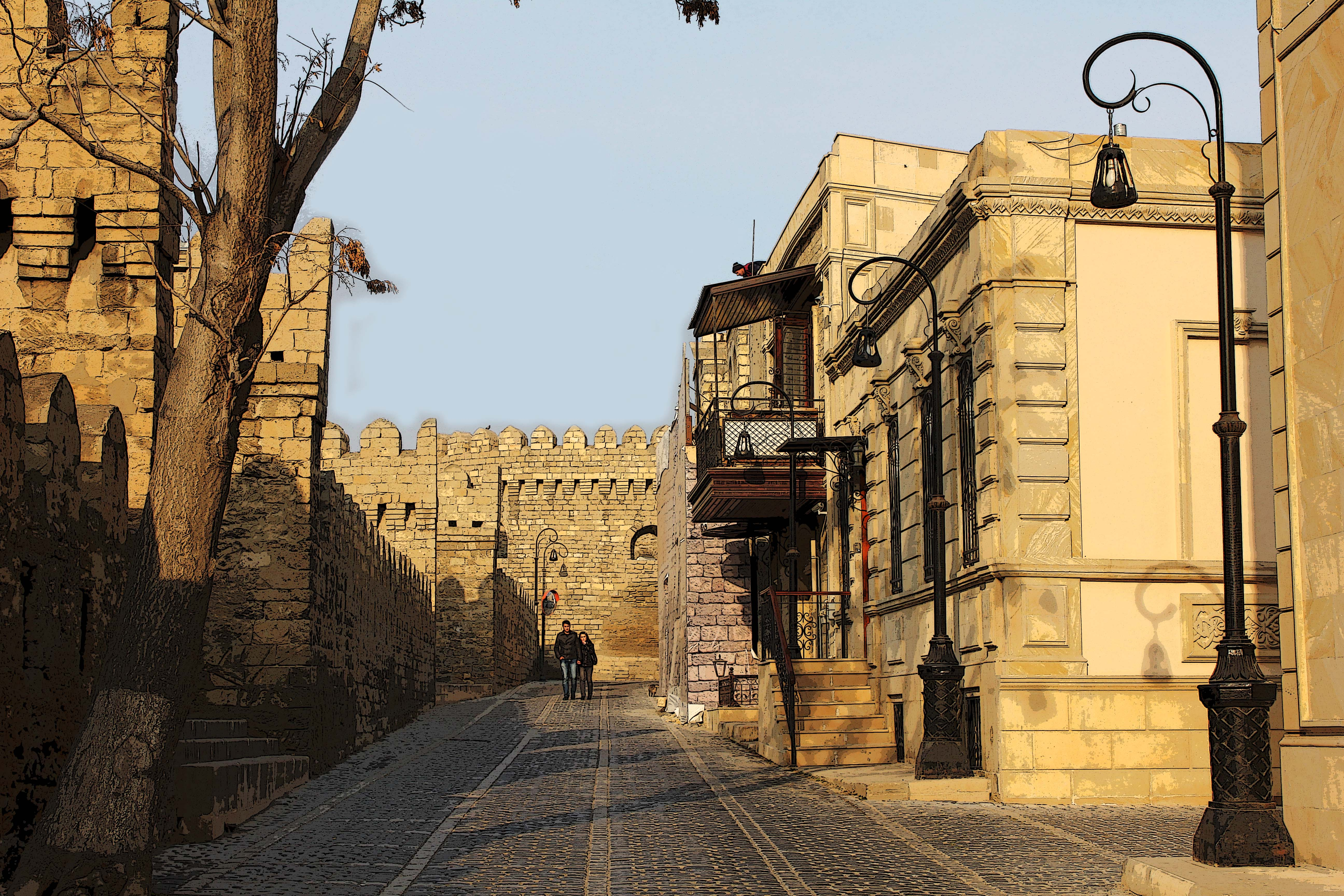
Arquitectura islámica de la Ciudad Vieja
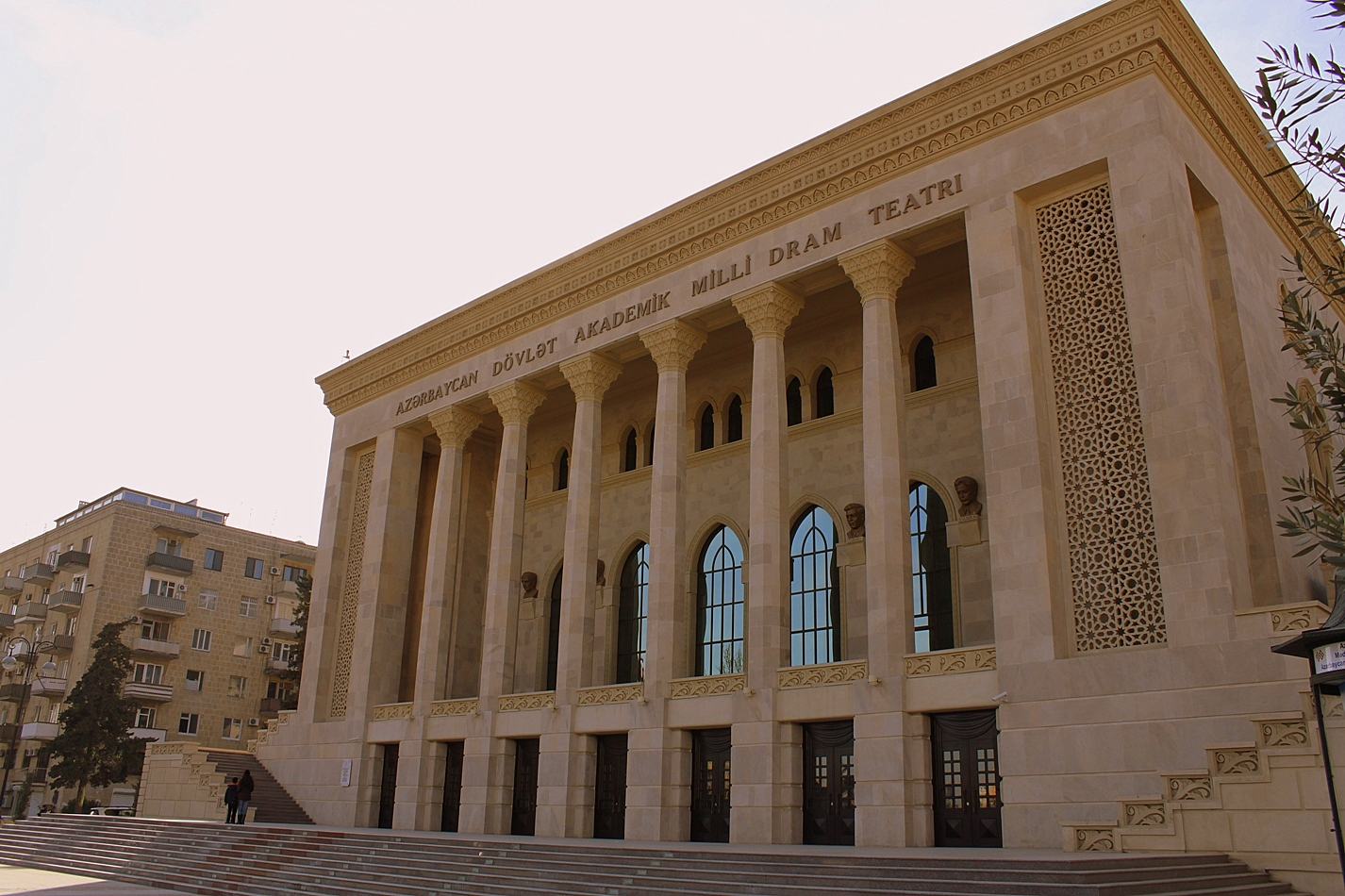
Teatro Dramático Académico Estatal de Azerbaiyán
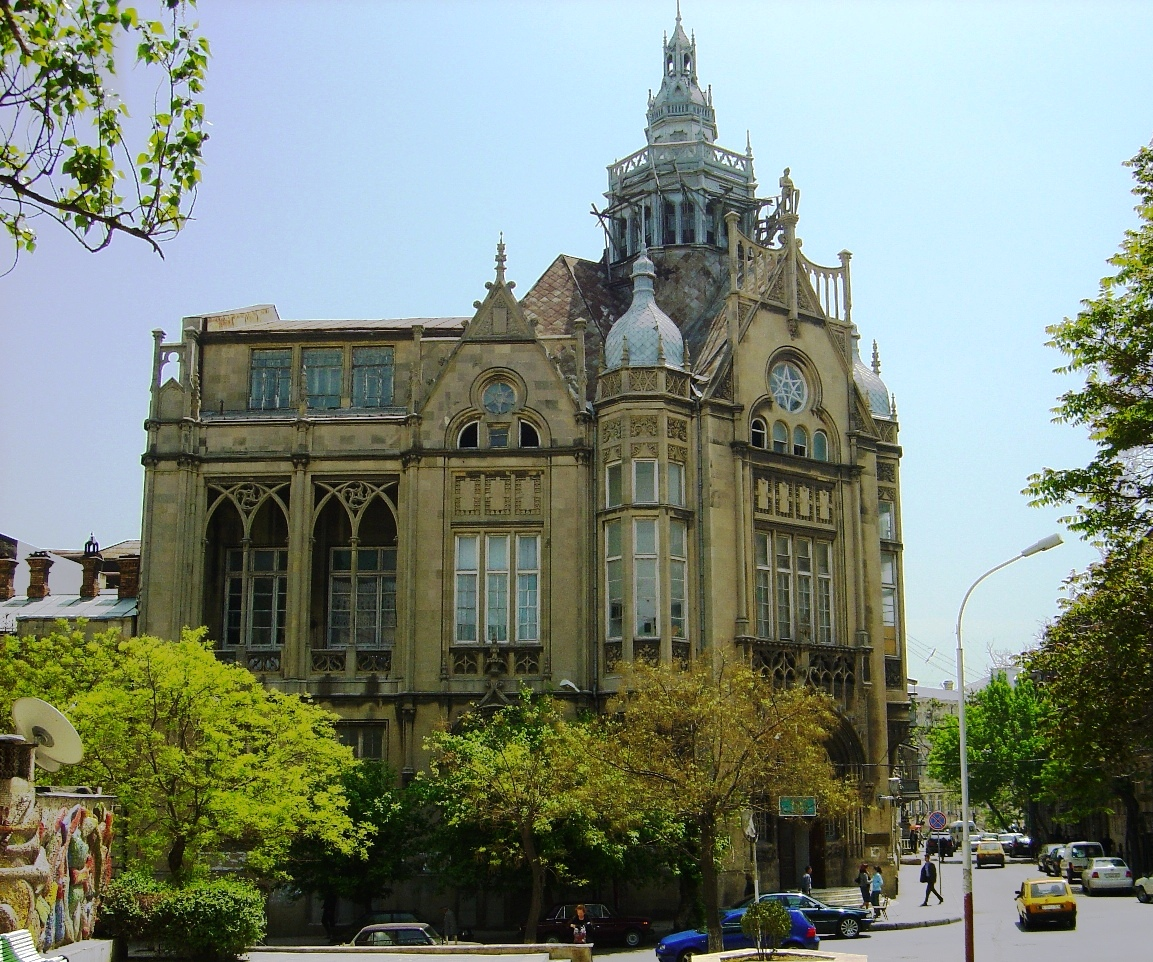
Palacio de la Felicidad
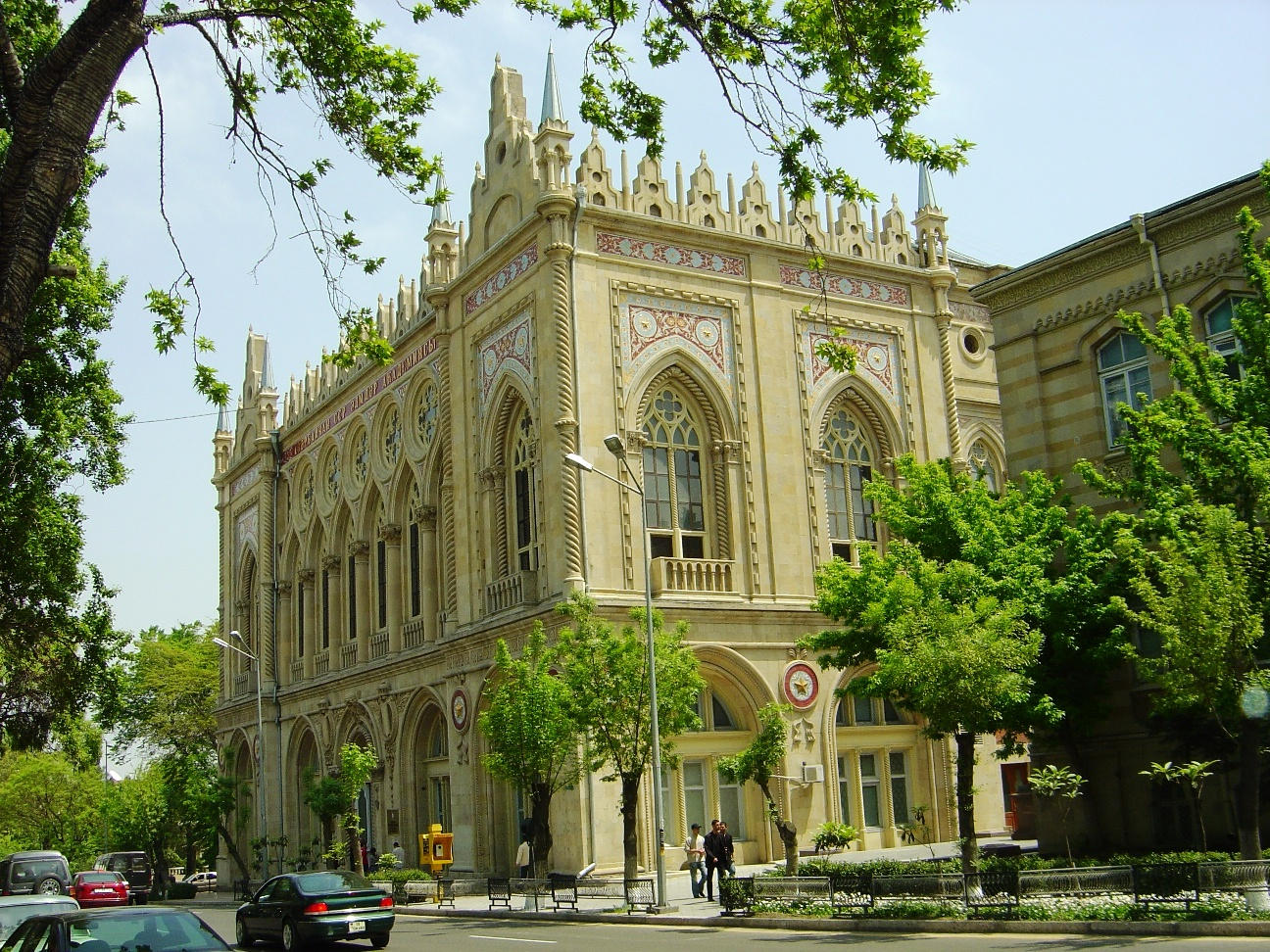
Edificio Ismailiyya, sede de la AMEA
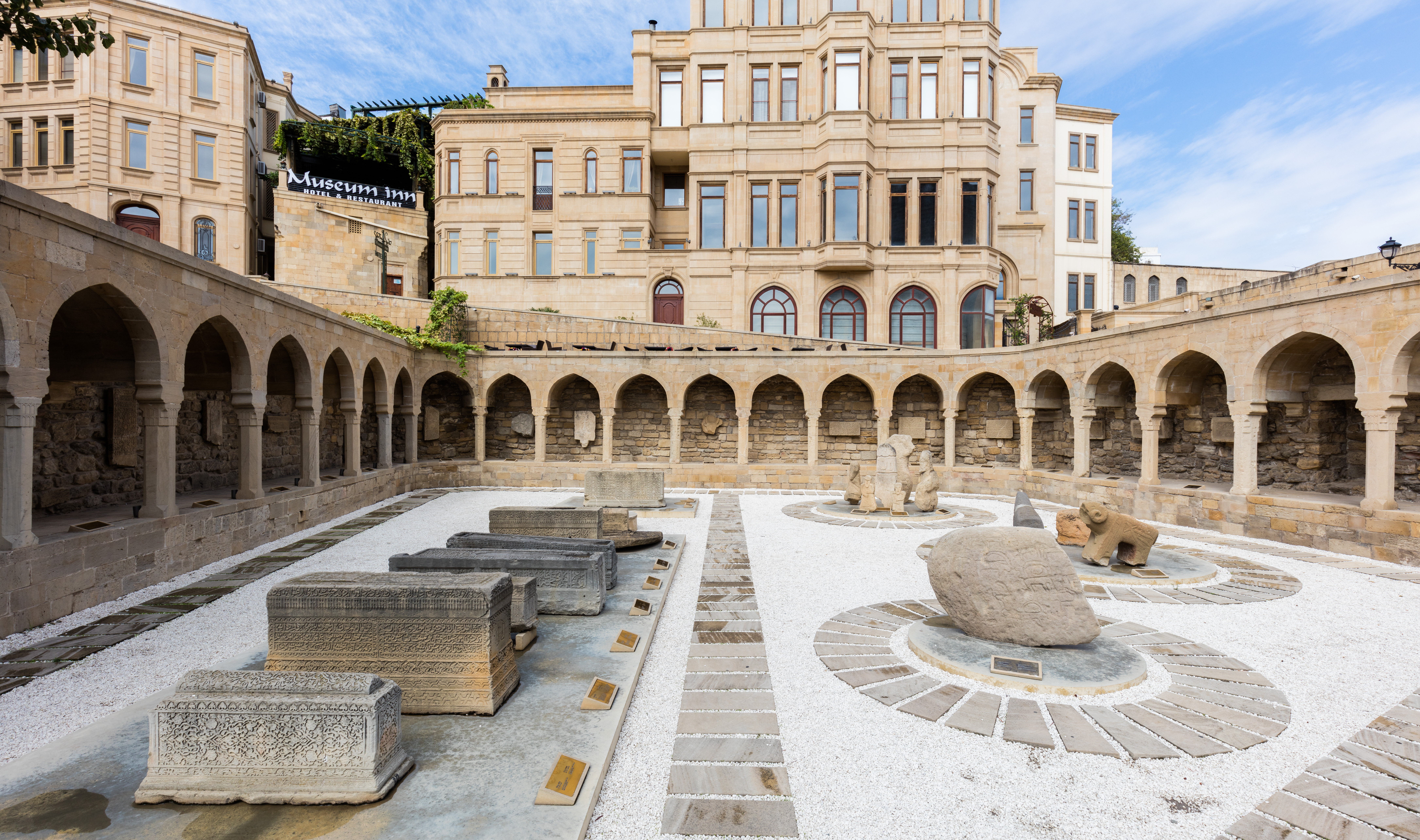
Plaza del Bazar
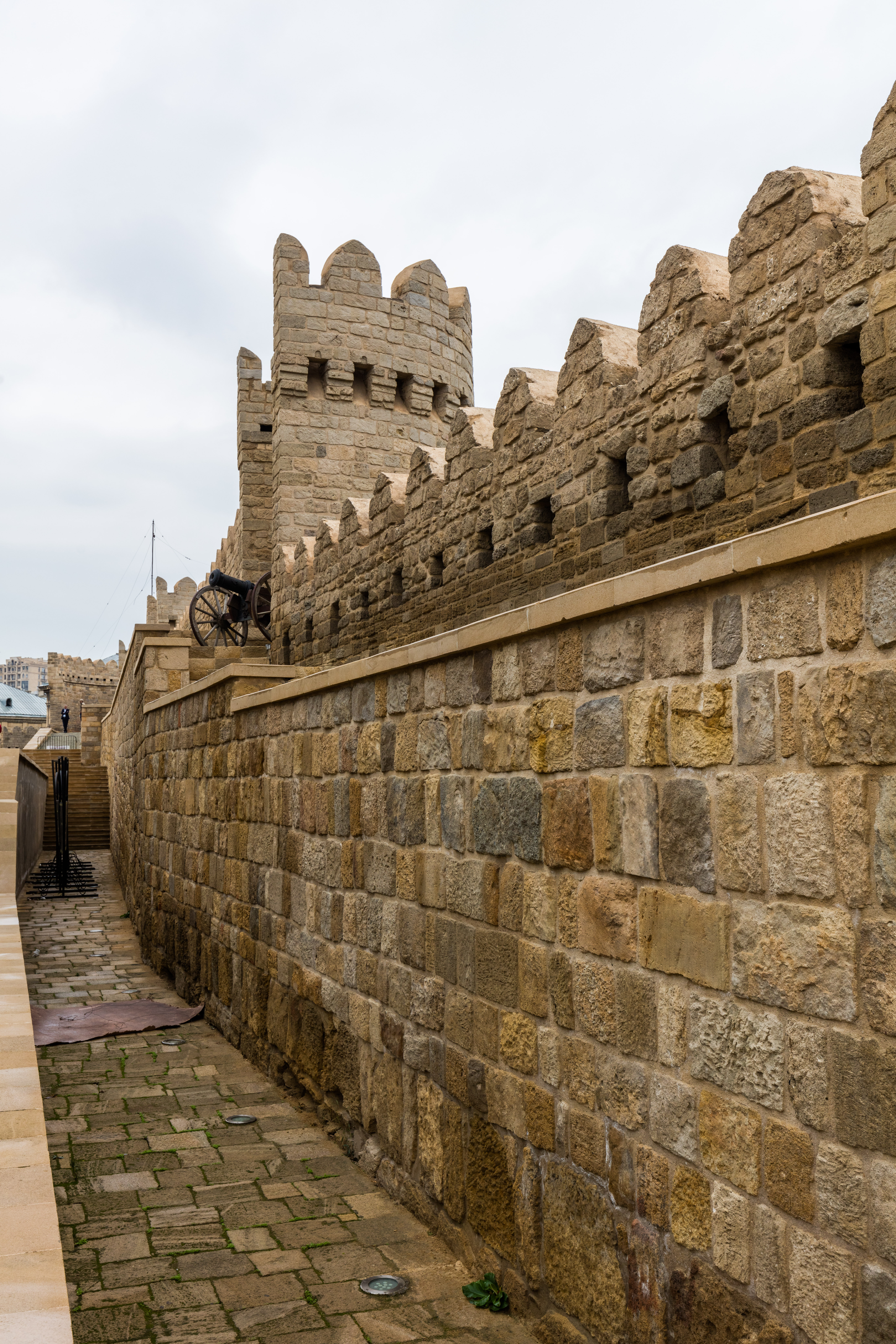
Muralla del caso viejo
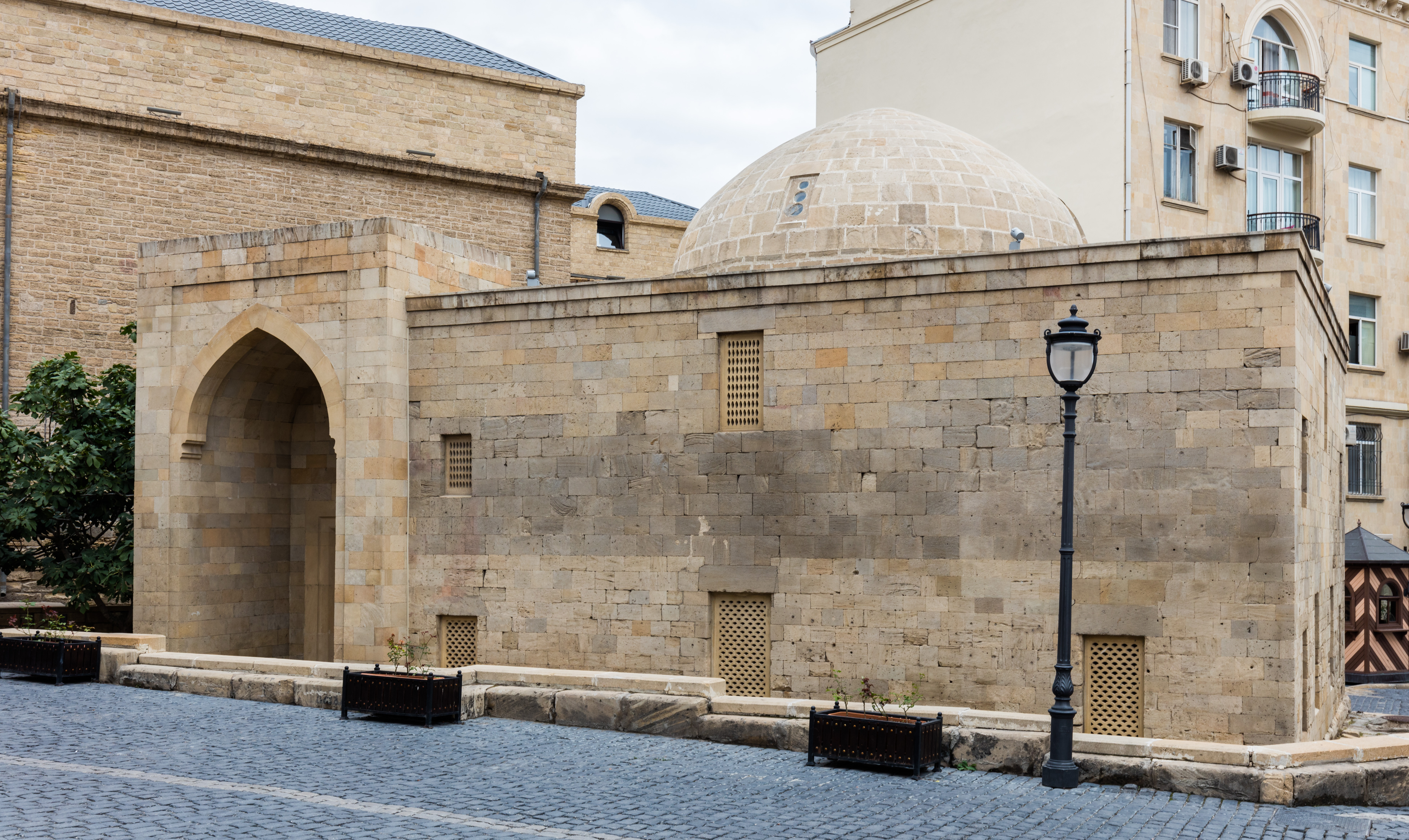
Mezquita de Hazrat Ali
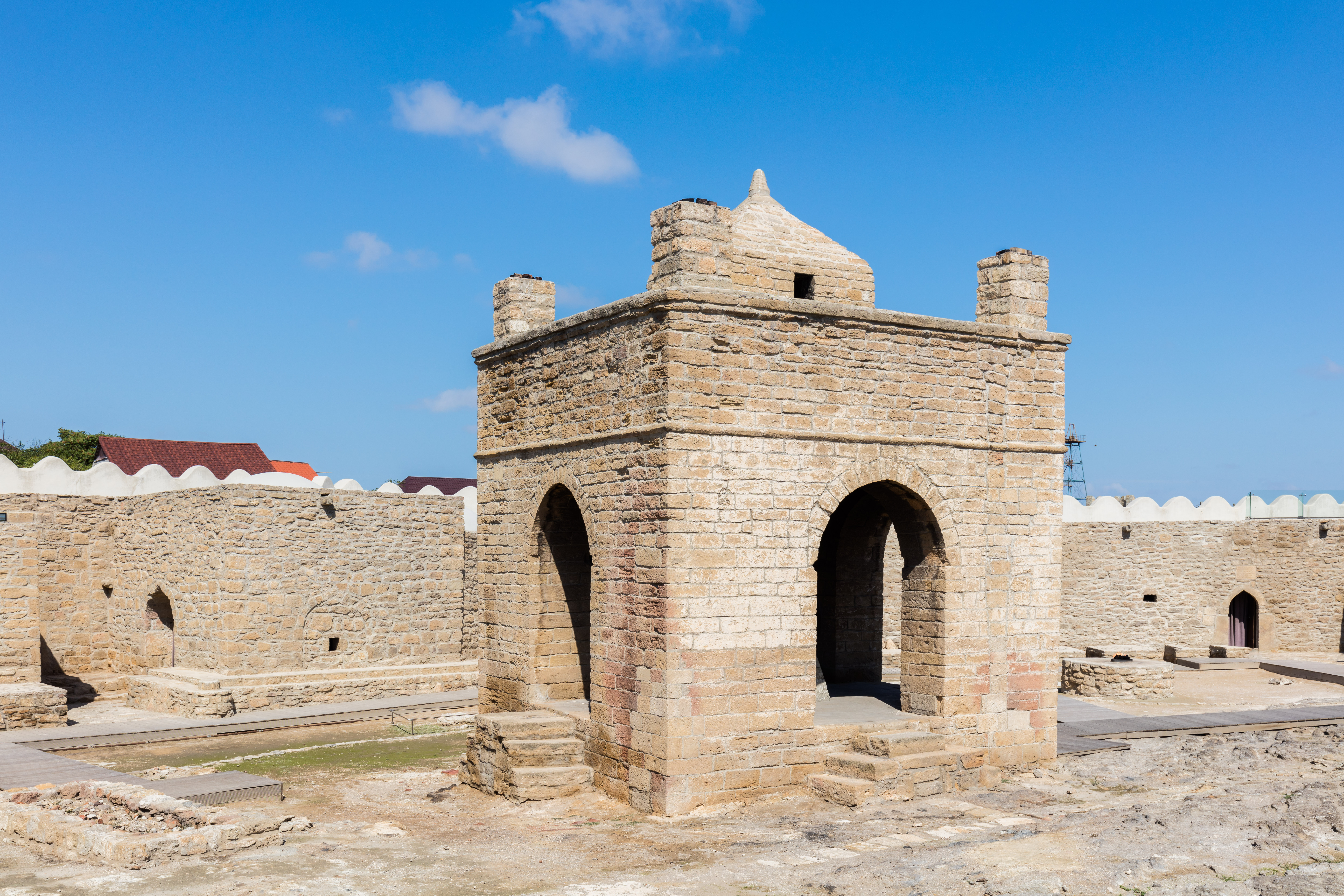
Templo de Fuego
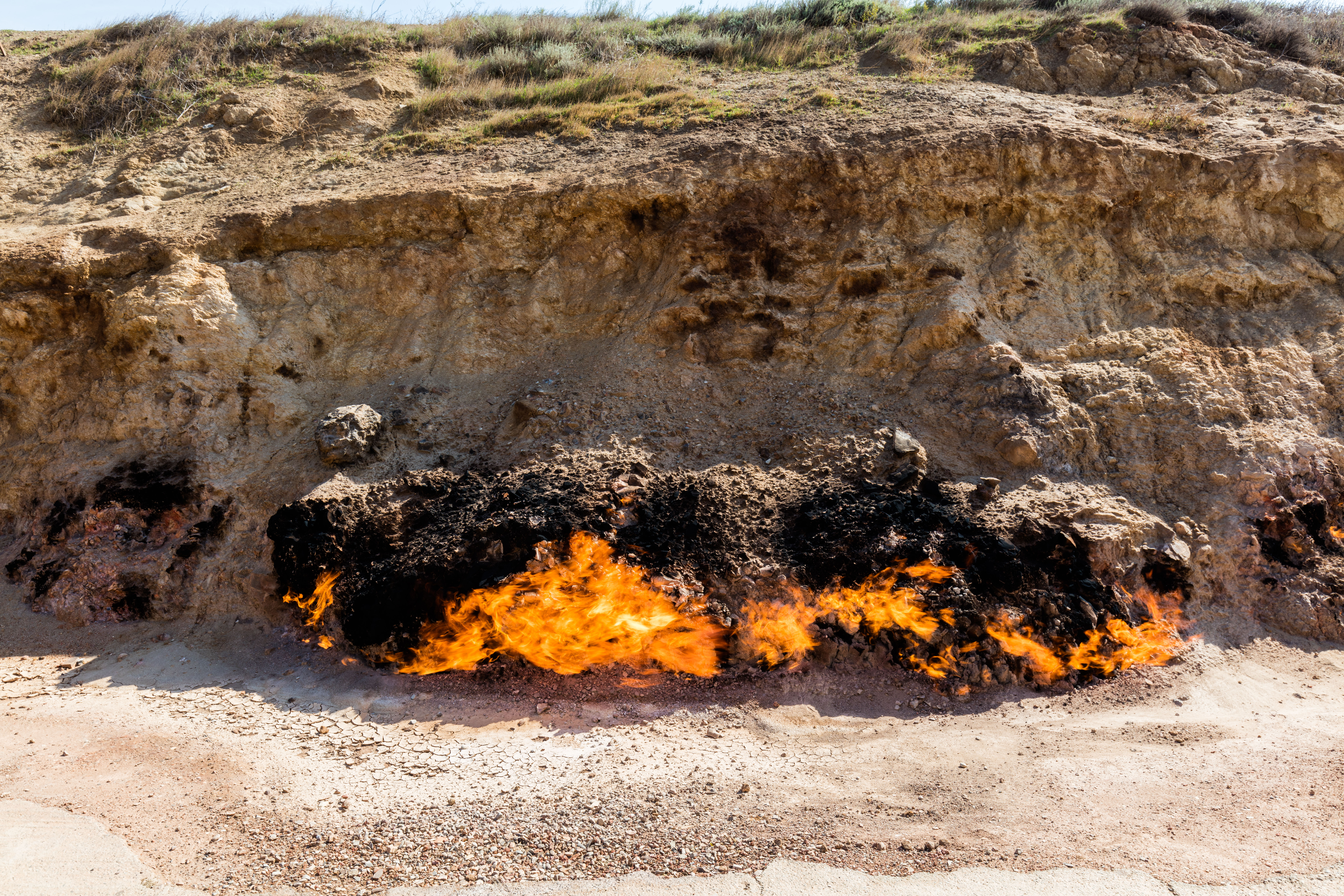
Yanar Dag
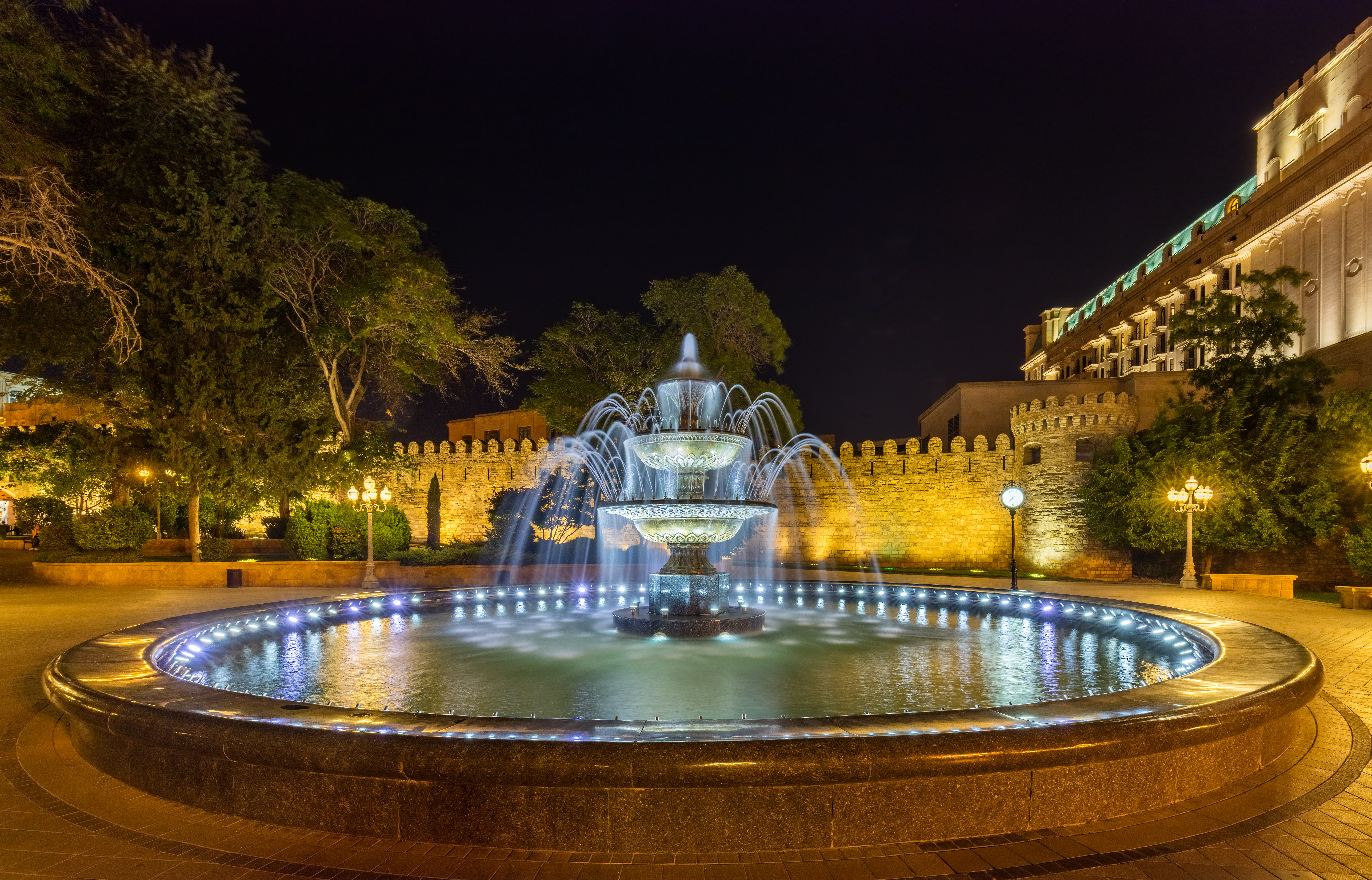
Fuente en el centro

### Parques y jardines

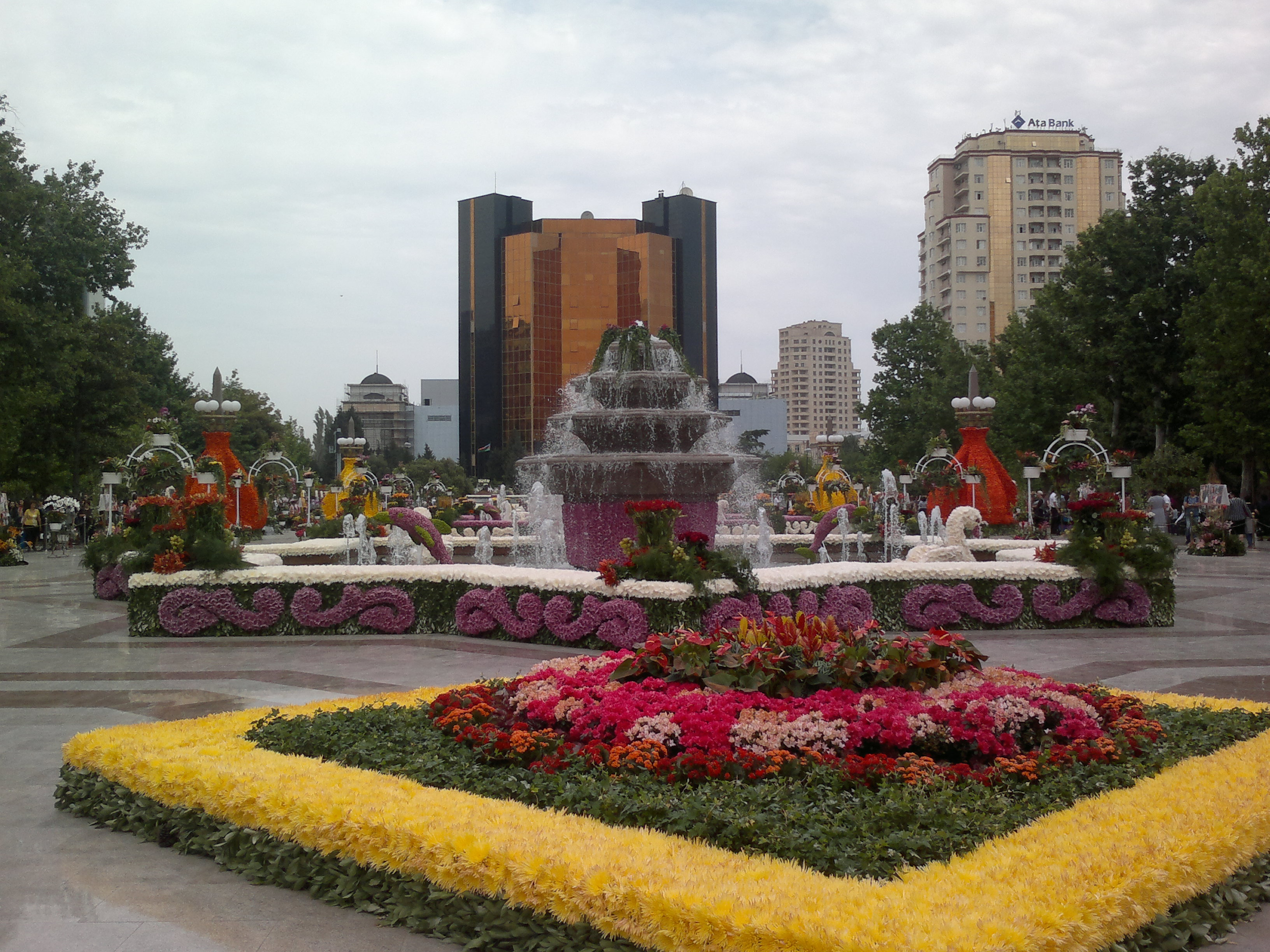
El parque Heydar Aliyev en primavera.

Bakú tiene una gran parte de zonas verdes bien conservados por el Gobierno Nacional o designados como zonas verdes. La ciudad, sin embargo, sigue careciendo de un cinturón verde proporcional al desarrollo de la actividad económica de la capital, dando lugar a proyectos de vivienda masivos a lo largo de los suburbios.
El Bulevar de Bakú es un paseo peatonal que discurre paralelo al paseo marítimo de la ciudad. El bulevar tiene un parque de atracciones, club de yates, una fuente musical, estatuas y monumentos. El parque es popular entre paseadores de perros, corredores y turistas. Está al lado de la nueva construcción del Centro Internacional de Mugham y la fuente musical.
Otros parques y jardines destacados son el Parque Heydar Aliyev, el Parque Samad Vurgun, el Parque Narimanov, el Callejón del Honor y la Plaza de las Fuentes. El Cementerio de los Mártires, delante del Parque Kírov, está dedicado a la memoria de los que perdieron la vida en la guerra de Alto Karabaj y, también, de las 137 personas que murieron el 19 y 20 de enero de 1990 cuando los tanques y las tropas de los soviéticos tomaron las calles de Bakú. En cada tumba figuran las fotografías de las víctimas. Precisamente el 20 de enero ha sido declarado día nacional.

### Música
La escena musical en Bakú se remonta a tiempos antiguos y pueblos de Bakú, generalmente venerado como la fuente de meykhana y mugham en Azerbaiyán.

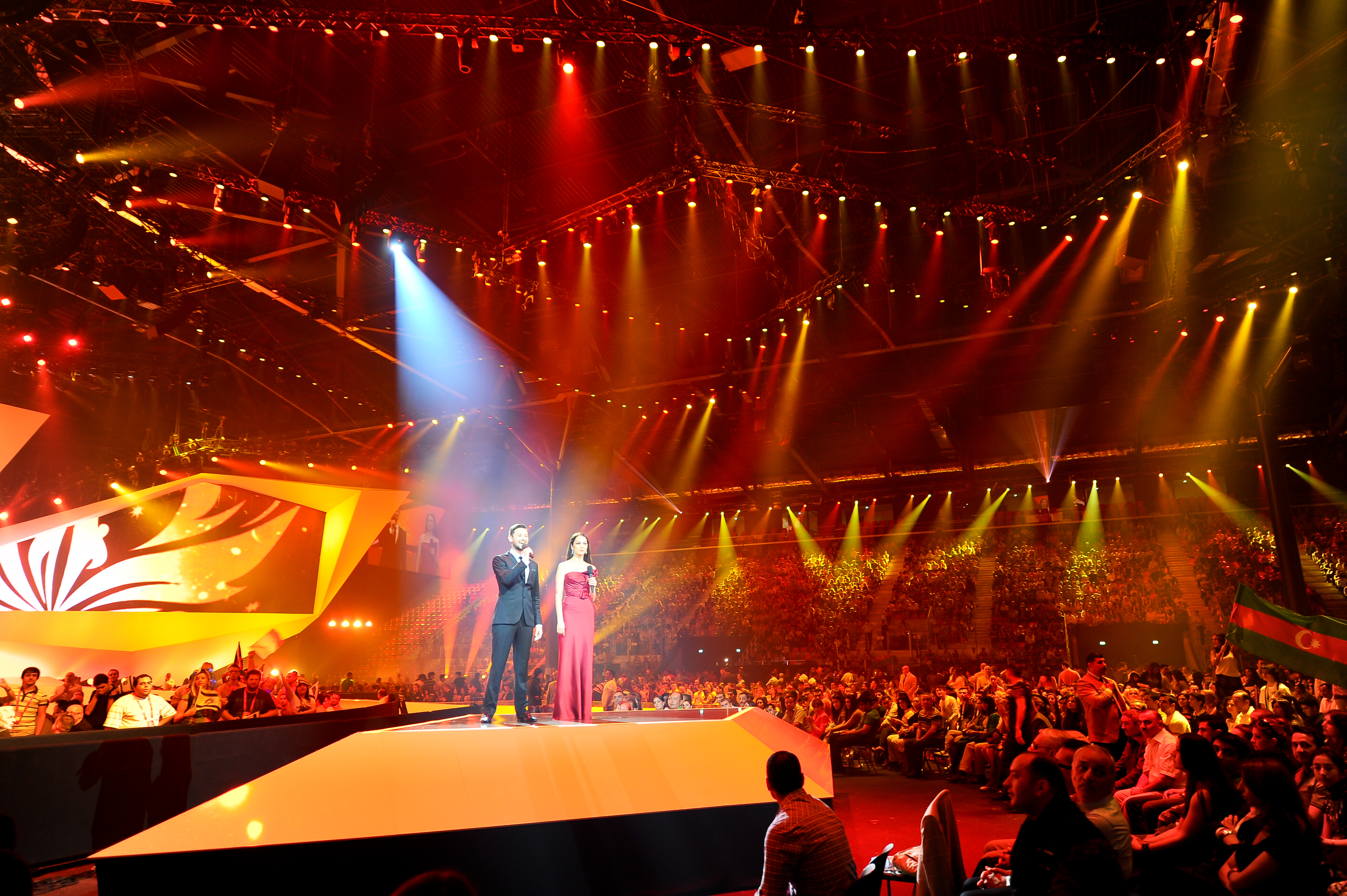
El Festival de Eurovisión 2012 en el Baku Crystal Hall.

En los últimos años, el éxito de artistas azeríes como Aysel Teymurzadə, Safura Alizade y Elnur Hüseynov en Eurovisión ha aumentado significativamente el nivel de la escena musical de Bakú, lo que provocó la atención internacional. Tras la victoria de los representantes de Azerbaiyán, Eldar & Nigar en el Festival de la Canción de Eurovisión 2011, Bakú organizó el Festival de Eurovisión 2012, que contó con la actuación final de Emin Agalarov, natural de la capital azerí.
En 2005 se produjo un importante desarrollo de la escena jazz en la ciudad, con la aparición de músicos de jazz como Vagif Mustafazadeh, Aziza Mustafa Zadeh, Rafig Babayev y Rain Sultanov. Entre los eventos musicales más destacados de Bakú se encuentran el Festival Internacional de Jazz, que incluye la participación habitual de los nombres más identificables del mundo del jazz.
Bakú también tiene un próspero Centro Internacional de Mugham, que se encuentra en el Bulevar Bakú, el Palacio Gulustan y el Palacio Buta, uno de los principales centros de artes escénicas y locales de música en la ciudad.

### Medios de comunicación
La mayoría de las empresas de medios de comunicación de Azerbaiyán (incluyendo televisión, prensa y radio, como ANS, Azad Azerbaijan TV, Ictimai TV y Líder TV) tienen su sede en Bakú. Las películas The World Is Not Enough y Brilliantovaya ruka fueron filmadas en la ciudad, mientras que Chelovek-amfibiya incluye varias escenas filmadas en la Ciudad Vieja.
En cuanto a las estaciones de radio de la ciudad ANS ChM, Ictimai Radio, Radio Antenn, Burc FM y Líder FM Jazz son algunas de las competidoras más influyentes en la radiodifusión con grandes audiencias nacionales. ANS ChM fue una de las primeras emisoras de radio privada e independiente en la región del Cáucaso y Asia Central cuando fue fundada en mayo de 1994.
Algunos de los periódicos más influyentes de Bakú son el diario Zaman (El tiempo), Bakinskiy Rabochiy (El trabajador de Bakú), Echo y el diario en inglés Baku Today.

## Educación

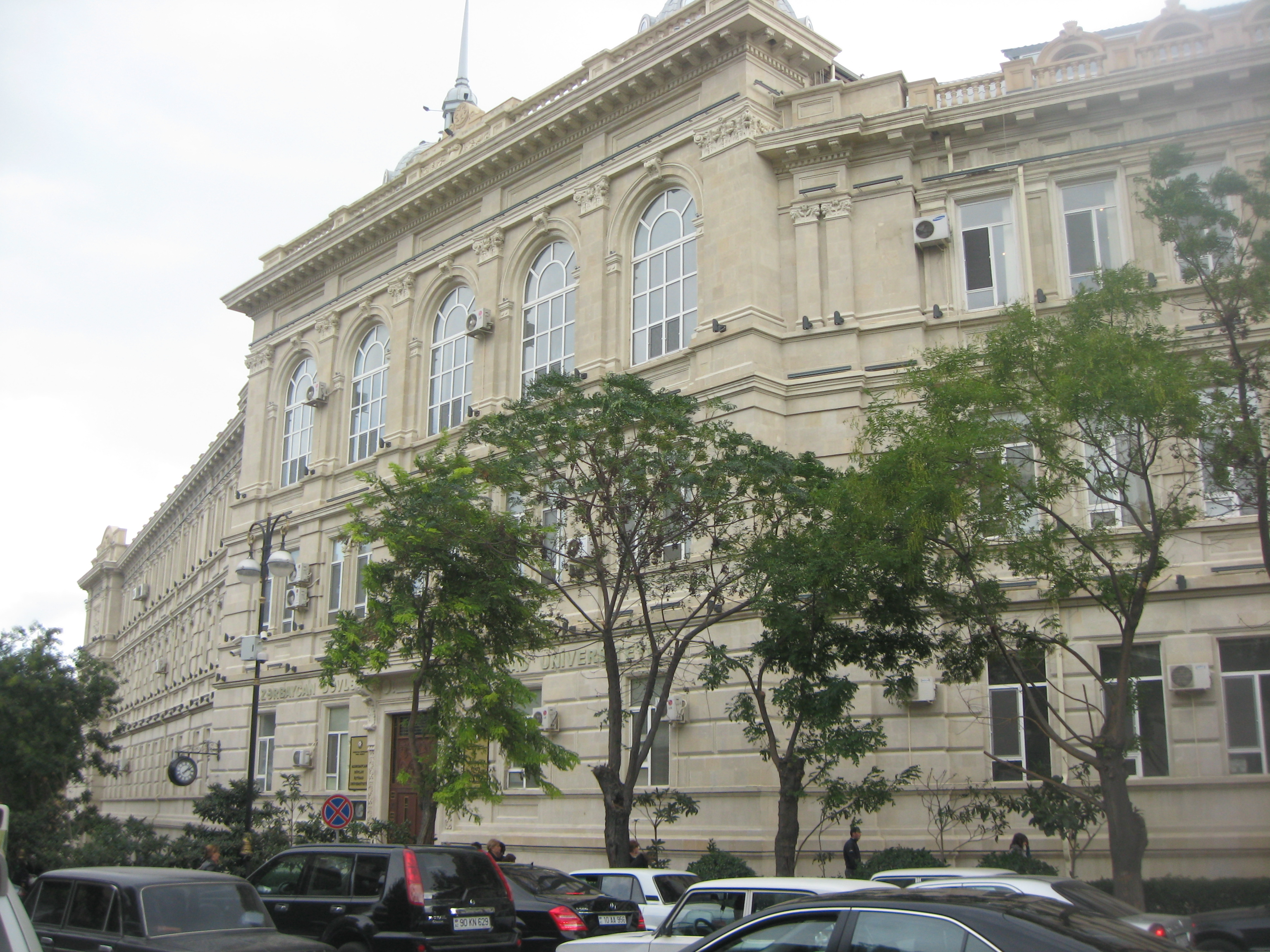
Universidad Estatal de Economía de Azerbaiyán en Bakú.

Bakú alberga muchas universidades, colegios universitarios y escuelas vocacionales. La Universidad Estatal de Bakú, la primera universidad fundada en Azerbaiyán, fue inaugurada en 1919 por el gobierno de la República Democrática de Azerbaiyán. En los primeros años de la era soviética, Bakú contaba con la Academia Estatal de Petróleo de Azerbaiyán, la Universidad Médica de Azerbaiyán y la Universidad Estatal de Economía de Azerbaiyán. En el período posterior a la Segunda Guerra Mundial, algunas otras universidades se establecieron como la Universidad Técnica de Azerbaiyán, la Universidad Eslava de Bakú y la Universidad de Lenguas y Arquitectura de Azerbaiyán y la Universidad de la Construcción de Azerbaiyán.
Después de 1991, cuando Azerbaiyán se independizó de la Unión Soviética, la caída del comunismo condujo al desarrollo de una serie de instituciones privadas, entre ellas la Universidad Qafqaz y la Universidad Khazar, que son las más prestigiosas en la actualidad. Aparte de las universidades privadas, el gobierno estableció la Academia de Administración Pública, la Academia Diplomática de Azerbaiyán y varias academias militares. Las universidades más grandes, de acuerdo a la población estudiantil, son Universidad Estatal de Bakú y la Universidad Estatal de Economía de Azerbaiyán. También está la Academia de Música de Bakú y el Conservatorio Nacional de Azerbaiyán, fundadas en 1920. Los jardines de infantes de gestión pública y las escuelas primarias (años de 1 a 11) son operados por las salas locales u oficinas municipales.
La Academia Nacional de Ciencias de Azerbaiyán, la principal organización estatal de investigación también se encuentra en la capital. Por otra parte, Bakú tiene numerosas bibliotecas, muchas de las cuales contienen grandes colecciones de documentos históricos de los períodos romano, bizantino, otomano y soviético, así como de otras civilizaciones del pasado. Las bibliotecas más importantes en términos de colecciones de documentos históricos son el Museo Nizami de Literatura de Azerbaiyán, la Biblioteca Nacional de Azerbaiyán, la Biblioteca Central Mirza Alakbar, la Biblioteca Samad Vurgun y la Biblioteca Presidencial de Bakú.

## Sanidad
La ciudad cuenta con hospitales públicos y privados, clínicas y laboratorios y numerosos centros de investigación médica. Muchas de estas instalaciones cuentan con equipos de alta tecnología, lo que ha contribuido al reciente aumento del "turismo médico" a Bakú, en particular de países postsoviéticos como Georgia y Moldavia, cuyos gobiernos envían pacientes de bajos ingresos a la ciudad para tratamientos médicos de alta tecnología y operaciones.

## Transporte

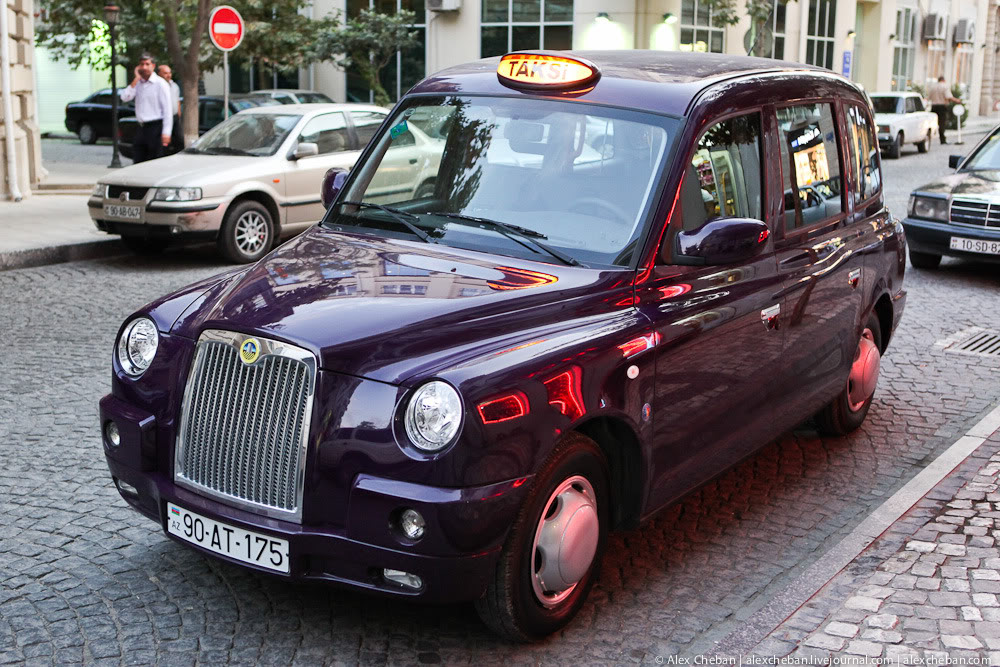
Taxi de Bakú introducido en 2011.

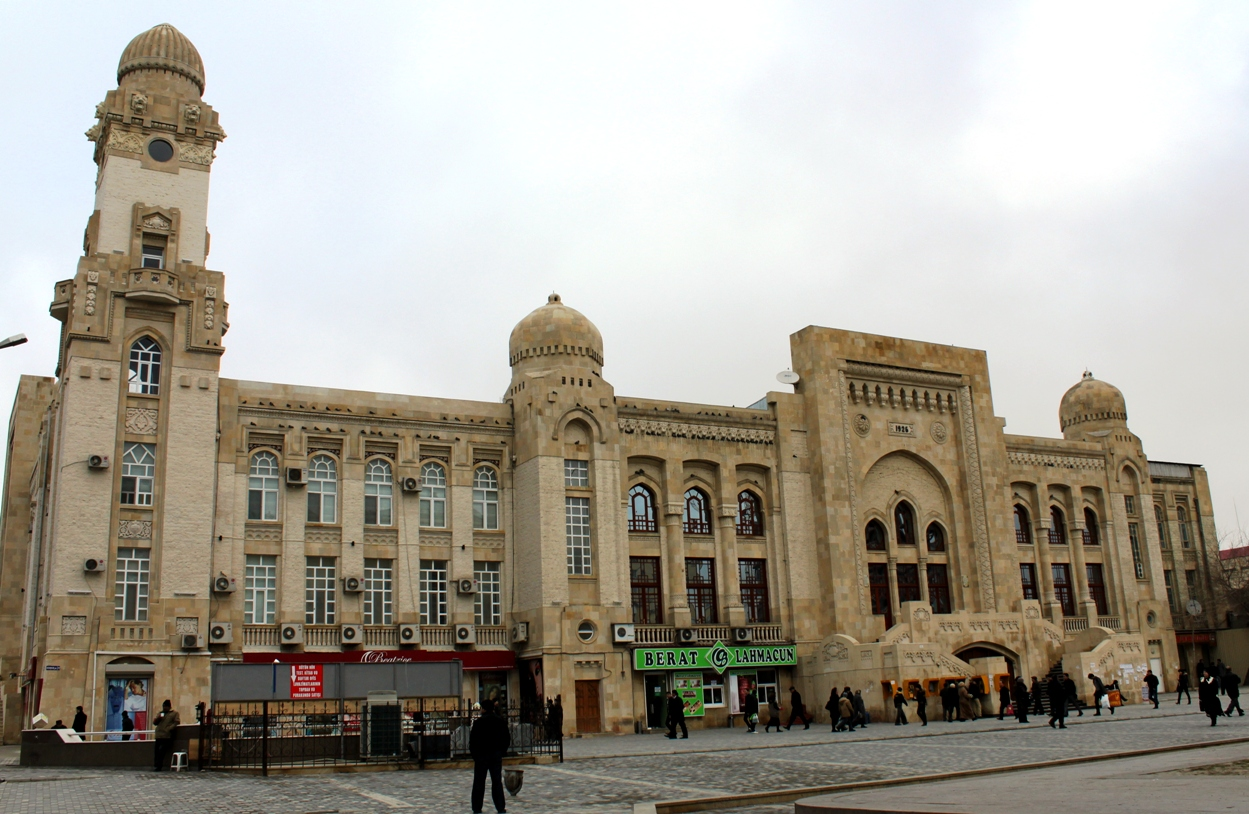
Fachada principal de la estación central de ferrocarril de Bakú.

La carretera estatal M-1 y la ruta europea E60 son las dos principales conexiones por autopista entre Europa y Azerbaiyán. La red de autopistas alrededor de Bakú está bien desarrollada y está constantemente siendo ampliada.

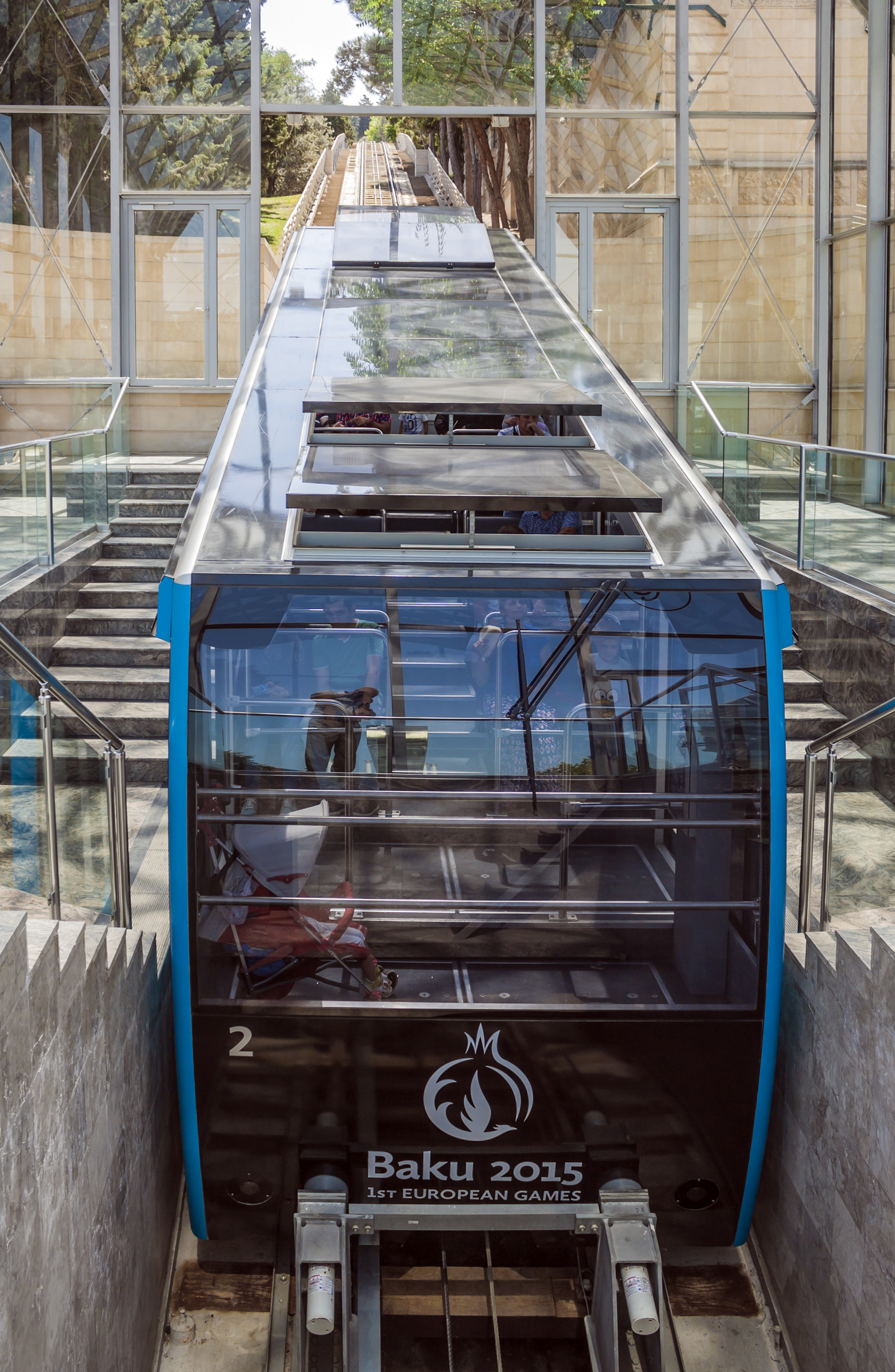
Vagón del Funicular

El transporte local incluye el metro de Bakú, un sistema de tránsito rápido que al igual que los de muchas ciudades de la antigua Unión Soviética destaca por su arte en las estaciones en forma de murales, mosaicos, lámparas de araña y grandes adornados. El servicio se inauguró en noviembre de 1967 y en la actualidad incluye 22 estaciones que en los últimos cinco años fueron utilizadas por 170 millones de personas. En 2008, el jefe del metro de Bakú, Taghi Ahmadov, anunció planes para construir 41 nuevas estaciones durante los próximos 17 años, estas se complementarán con el nuevo sistema de autobús, así como con al aeropuerto internacional. Aunque actualmente el metro es el único sistema de transporte de Bakú que permite la obtención de bonos existen planes para introducir una tarjeta inteligente única que permita el pago de todos los tipos de transporte de la ciudad. También existe el Funicular de Bakú que se inauguró en el 1960 que cuenta con 2 estaciones.
Desde el año 2011 se ha puesto en marcha por el Ministerio de Transporte de Azerbaiyán una medida para introducir en Bakú 1000 taxis negros del mismo modelo que los característicos Hackney carriage de la ciudad de Londres. Dicha medida es parte de un acuerdo suscrito por 16 millones de libras entre la compañía de taxis de la ciudad y la empresa Manganese Bronze Holdings.

### Ferrocarril
La estación central de trenes de Bakú es el lugar donde finalizan los enlaces ferroviarios nacionales e internacionales con la ciudad. La línea de ferrocarril Kars-Tiflis-Bakú, que conectará directamente Turquía, Georgia y Azerbaiyán, comenzó a construirse en 2007 y su finalización está prevista durante el 2013. Una vez finalizada conectará Bakú con Tiflis, la capital de Georgia, y desde allí los trenes continuarán a través de Ajalkalaki hacia Kars en Turquía.

### Transporte marítimo

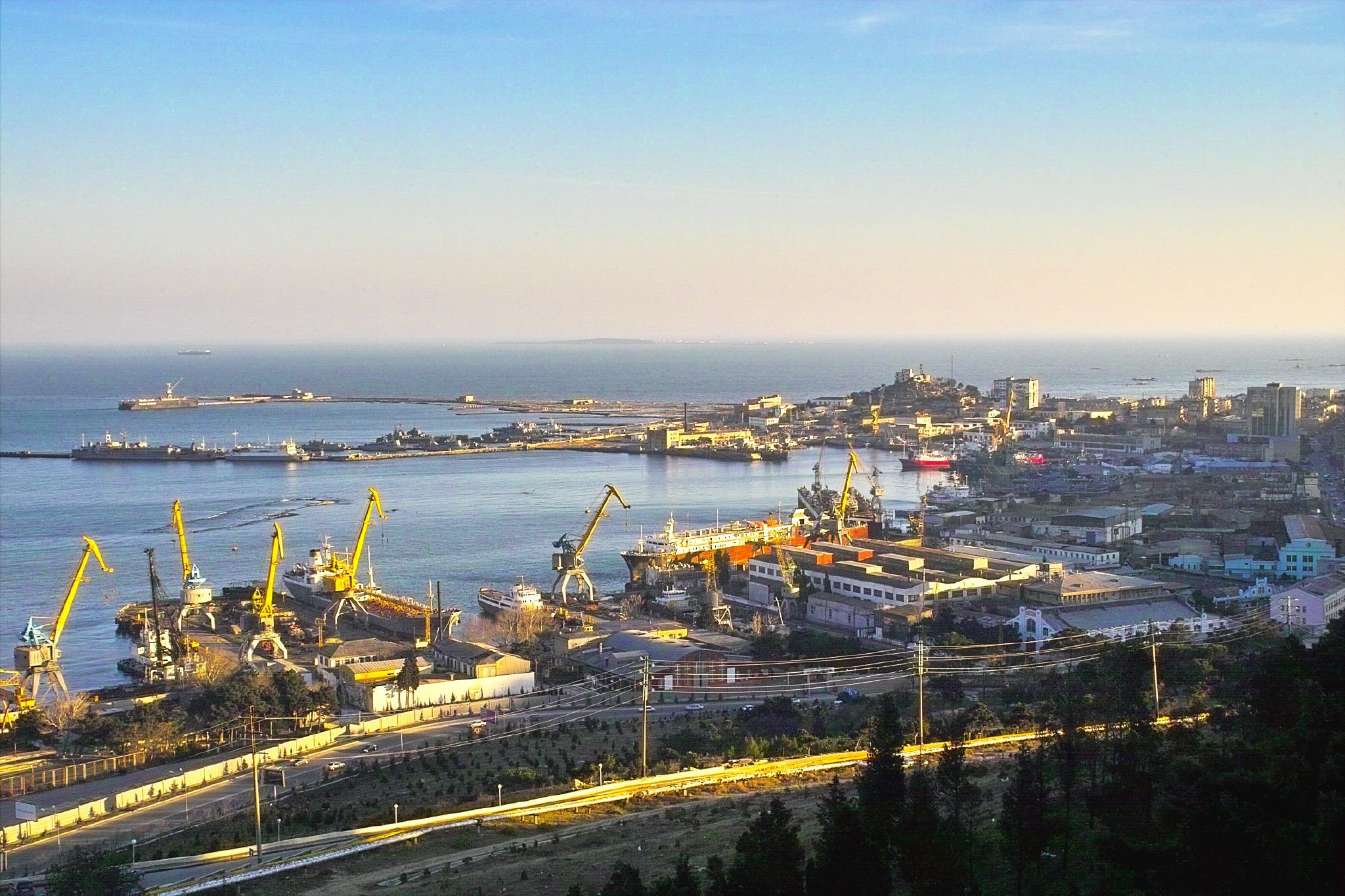
Una vista de la zona de Bayil del puerto de la ciudad.

El transporte marítimo es vital para Bakú, ya que la ciudad está prácticamente rodeada por el mar Caspio hacia el este. Numerosos servicios de transporte marítimo operan regularmente desde Bakú a través del mar Caspio hacia Turkmenbashi (antes conocida como Krasnovodsk) en Turkmenistán y hacia Bandar-e Anzali y Nowshahr en Irán. Los transbordadores de cercanías, junto con el servicio de autobús en catamarán de alta velocidad (Deniz Avtobusu), también forman la principal conexión entre la ciudad y la Península de Absheron.
El puerto de Bakú fue inaugurado en 1902 y desde entonces ha sido el principal puerto del mar Caspio. Cuenta con seis instalaciones: la terminal de carga principal, la terminal de contenedores, la terminal del ferry, la terminal de petróleo, la terminal de pasajeros y la terminal de la flota pesquera. La capacidad del puerto de rendimiento alcanza los 15 millones de toneladas de graneles líquidos y hasta 10 millones de toneladas de carga seca. Desde 2010 se está reconstruyendo el Baku International Sea Trade Port la construcción se lleva a cabo en tres etapas y se completará en 2016, con un coste estimado de 400 millones de dólares. Entre abril y noviembre, el puerto de Bakú es accesible para los grandes buques de carga para viajes directos con Europa occidental y los puertos del Mediterráneo.

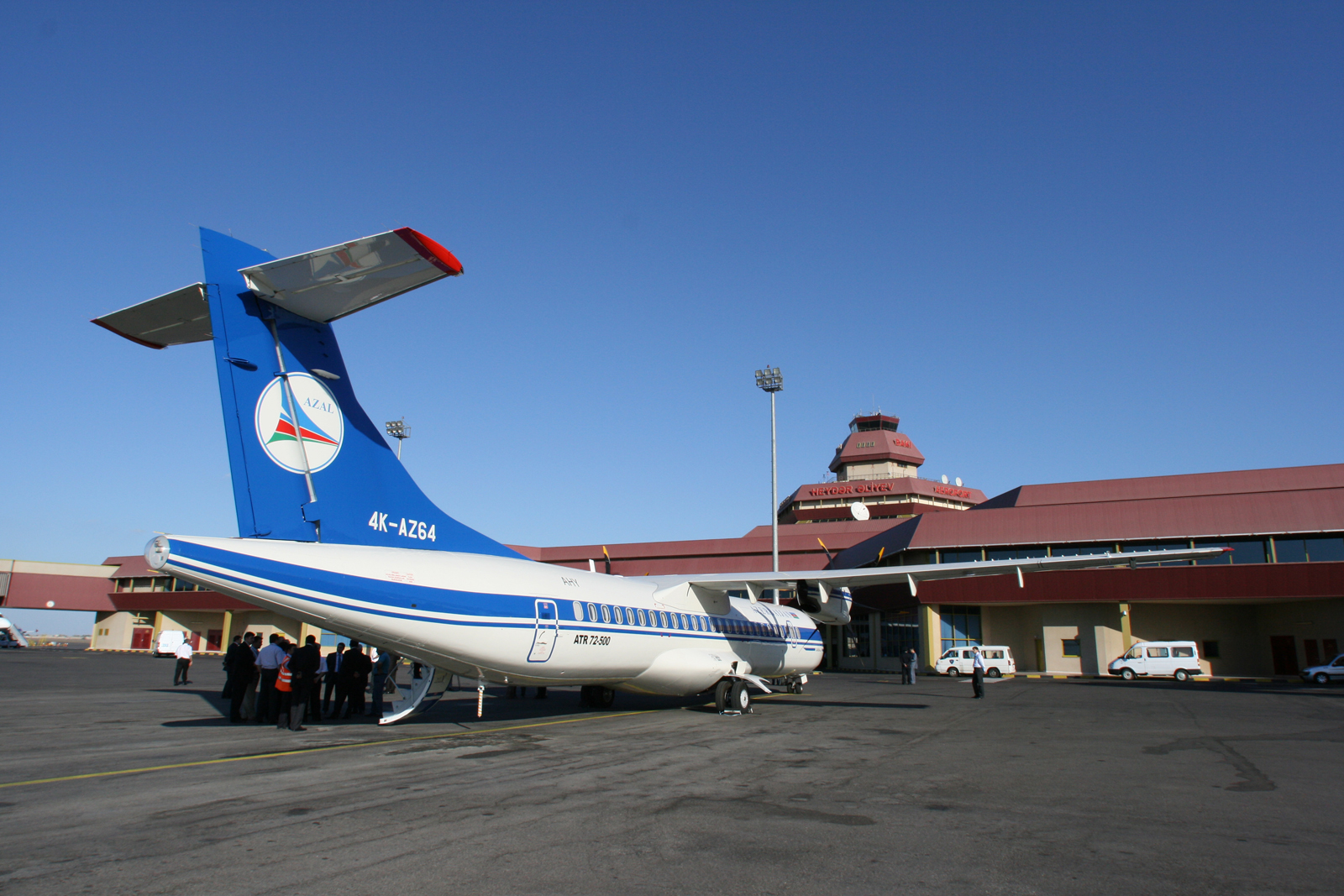
Aeropuerto Internacional Heydar Aliyev, principal aeropuerto de Azerbaiyán.

### Transporte aéreo
El Aeropuerto Internacional Heydar Aliyev es el único aeropuerto comercial que sirve a Bakú, fue construido para ser un centro principal de carga en los países de la CEI y en la actualidad se ha convertido en uno de los más grandes y avanzados tecnológicamente de la región. Cuenta con una nueva terminal de carga que fue inaugurada oficialmente en marzo de 2005. También existen varias bases aéreas cerca de la ciudad, como Kala Air Base, destinada para aviones y helicópteros privados así como vuelos chárteres.

## Deporte
La ciudad es sede de los tres clubes de fútbol más importantes del país: el Neftchi Baku, el FC Bakú y el Inter Baku, de los cuales los dos primeros disputan sus encuentros en el Estadio Tofiq Bahramov. El Neftchi ha ganado seis títulos de Azerbaiyán, mientras que el FC Baku y el Inter Bakú poseen dos títulos cada uno. Bakú también es la sede de varios clubes de primera división y las distintas divisiones regionales, como el AZAL y el Ravan Baku que juegan en la Liga Premier.
En el centro de Bakú se monta cada año un circuito urbano de carreras, donde se ha albergado el Gran Premio de Europa en 2016 y el Gran Premio de Azerbaiyán de Fórmula 1 a partir de 2017. La razón por la cual se denominó al Gran Premio de 2016 como Gran Premio de Europa obedeció al interés de la ciudad y del estado de Azerbaiyán de comunicar su pertenencia al continente europeo.
El Estadio Olímpico de Bakú tiene una capacidad de 65.000 espectadores y es la sede de los primeros Juegos Europeos que se celebraron en la ciudad en 2015, de la EURO 2020 y la final de la Liga Europa de la UEFA 2018-19.
Bakú fue ciudad aspirante a la celebración de los XXXI Juegos Olímpicos de 2016, pero fue eliminada en la ronda preliminar de votación.
Igual suerte tuvo con su candidatura para los XXXII Juegos Olímpicos de 2020 frente a Estambul, Madrid y Tokio.

## Personas destacadas
- Garry Kasparov
- Mstislav Rostropovich
- Lev Davídovich Landau

## Ciudades hermanadas
| Predecesor: París | Sede de las Sesiones del Comité del Patrimonio cultural inmaterial de la Humanidad 2013 | Sucesor: París |
| Predecesor: Dubái | Sede de las Conferencias de las Naciones Unidas sobre el cambio climático 2024          | Sucesor: Belém |